# Imperio colonial francés
El Imperio colonial francés fue el conjunto de las colonias de ultramar, protectorados y territorios bajo mandato que estuvieron bajo el dominio francés desde el siglo XVI en adelante. Generalmente se hace una distinción entre el "primer imperio colonial", que existió hasta 1814, momento en el que la mayor parte se había perdido o vendido. En su apogeo (1680), se extendió por más de 10 000 000 km², siendo el segundo imperio más grande del mundo en ese momento solo detrás del Imperio español. El Segundo Imperio colonial comenzó con la conquista de Argel en 1830.  En su cúspide, fue uno de los imperios más grandes de la historia: incluyendo Francia metropolitana, la cantidad total de tierra bajo soberanía francesa alcanzó los 13 500 000 km² en 1939, con una población de 150 millones de personas en 1939. 
La superficie total del Imperio colonial francés, con el primer (principalmente en Norteamérica) y segundo (principalmente en África) imperio colonial francés combinados, alcanzó los 24 000 000 km², el segundo más extenso del mundo, siendo el primero el Imperio Británico.
El imperio colonial francés tuvo un enorme impacto en la historia mundial. Francia tenía alrededor de 80 colonias a lo largo de su historia, la segunda mayor cantidad de colonias del mundo solo por detrás del Imperio Británico. Alrededor de 40 países se independizaron de Francia a lo largo de su historia, el segundo más en el mundo solo por detrás del Imperio Británico. Más del 50 % de las fronteras del mundo hoy en día se trazaron como resultado del imperialismo británico y francés.
 En el libro de Stuart Laycock, All the Countries We've Ever Invaded: And the Few We Never Got Round To, cita que el 90 % de los países del mundo han sufrido una invasión británica en algún momento de su historia, con solo 22 salvados. Francia es el rival más cercano al récord de Gran Bretaña con el 80 % de los países del mundo invadidos por Francia con solo 43 salvados. Entre los años 1500 y 1880, más de 3,2 millones de africanos fueron transportados por la fuerza al Nuevo Mundo en barcos franceses. Con un total de 11.118 travesías registradas, Francia fue responsable del 25 % del comercio transatlántico de esclavos, siendo el tercer país con mayor participación en esta trata. Solo fue superada por el Reino Unido, que transportó aproximadamente 3,4 millones de personas esclavizadas (27 %), y Portugal, que lideró con cerca de 5,8 millones de personas esclavizadas (46 %).

Los remanentes de este gran imperio son cientos de islas y archipiélagos localizados en el Atlántico norte, el Caribe, el océano Índico, el Pacífico sur, el Pacífico norte y el océano Antártico, así como también un territorio continental en América del Sur, totalizando juntas 123.150 km², lo cual representa tan solo el 1 % del área del Imperio colonial francés anterior a 1939, con 2 790 000 personas viviendo en ellas en 2018. Todas estas gozan de representación política total a nivel nacional, así como también varían los grados de autonomía legislativa y algunas: Guayana Francesa, Guadalupe, Martinica, Mayotte, Reunión, San Martín, San Pedro y Miquelón y San Bartolomé forman parte de la región ultra-periférica de la Unión Europea y tienen como moneda el euro. Nueva Caledonia, la Polinesia francesa y Wallis y Futuna en tanto están fuera de la Unión Europea y del euro. Estas usan como moneda el franco CFP. Los vínculos entre Francia y sus antiguas colonias persisten a través de la Organización Internacional de la Francofonía. El legado del Imperio francés es considerable. Entre 300 y 500 millones de personas hablan francés, lo que convierte al idioma en la segunda lengua latina más hablada del mundo después del español, en términos de número total de hablantes. El francés es idioma oficial en aproximadamente 30 países.
La mayor parte del imperio estuvo controlado por las «Fuerzas Coloniales Francesas».

## Primer imperio colonial

### América

Estandarte real francés antes de 1792.

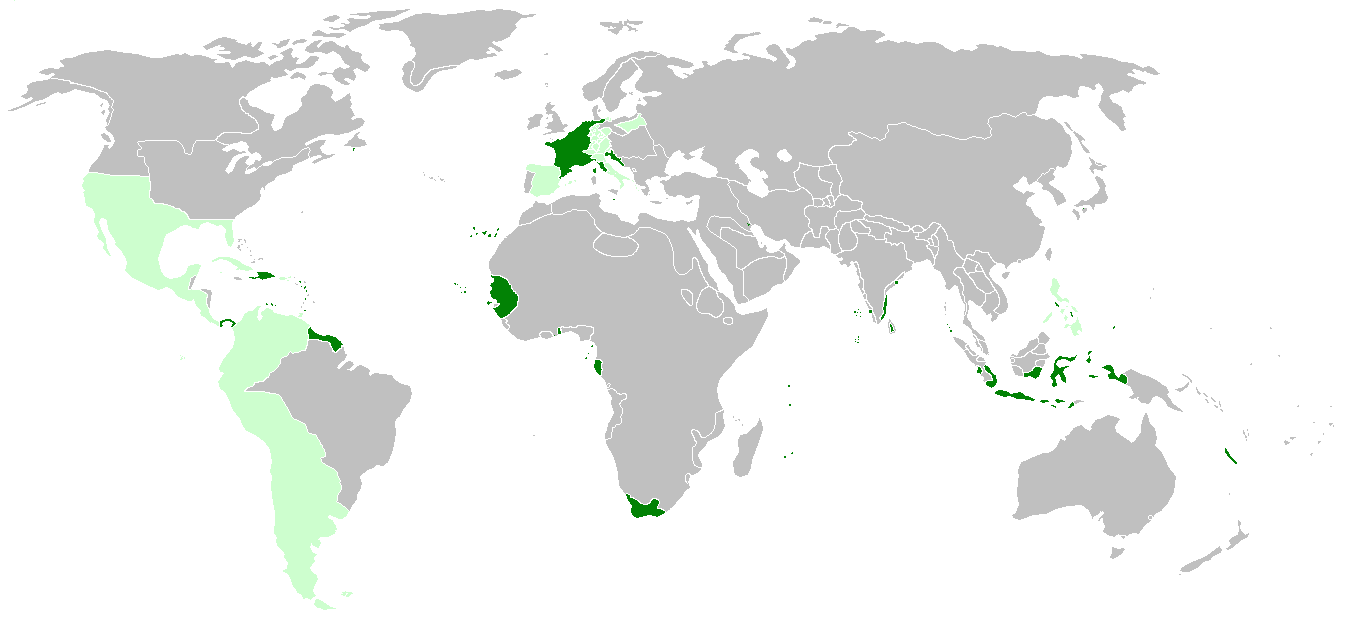
Imperio francés tras la conquista de España por Napoléon.

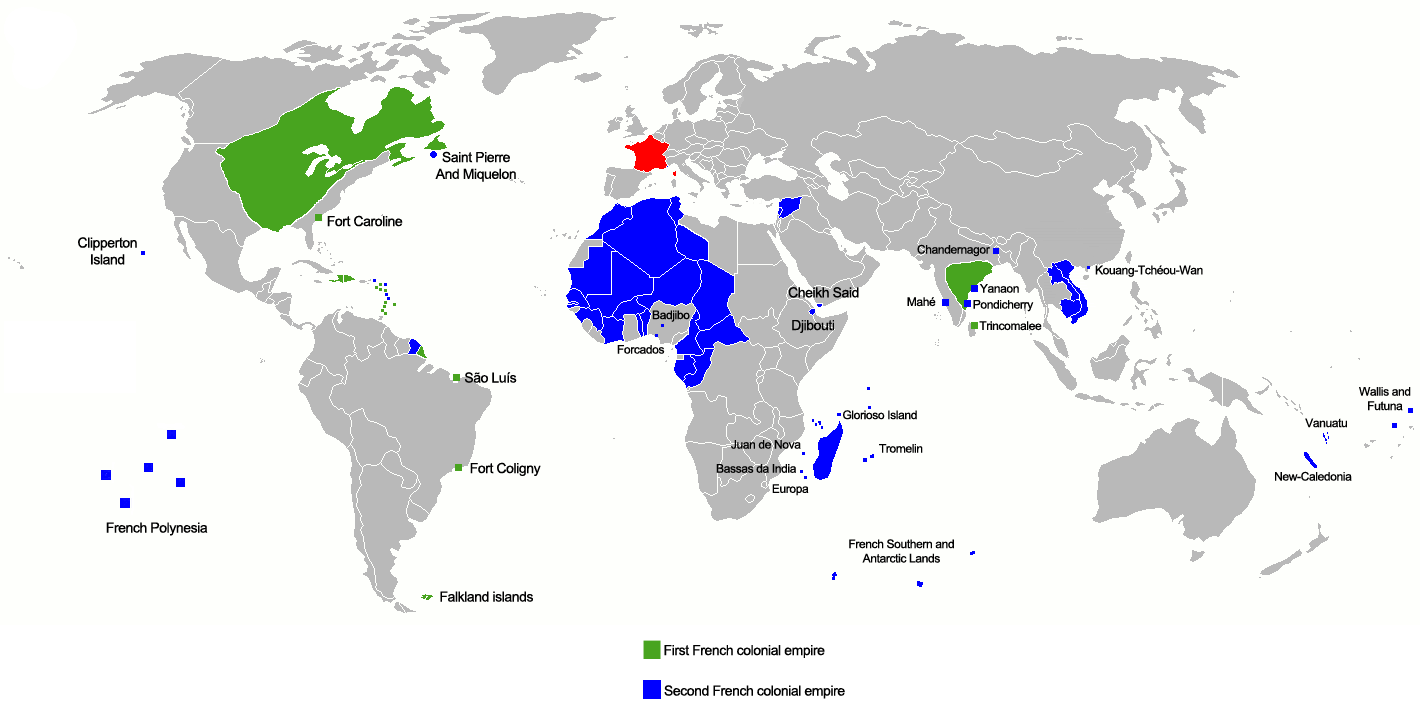
Mapa del primer (verde) y segundo (azul) Imperio colonial francés.

Durante el siglo XVI, comenzó la colonización francesa de América. Los franceses llegaron al Nuevo Mundo como exploradores en busca de una ruta al océano Pacífico y riqueza. Las exploraciones francesas en América del Norte se iniciaron durante el reinado del rey Francisco I. En 1524, fue enviado Giovanni da Verrazzano, italiano de origen, a explorar la región entre la Florida y la isla de Terranova para hallar una ruta al océano Pacífico. Verrazano llamó Francesca y Nova Gallia a los territorios entre Nueva España y Terranova, con el objeto de promover los intereses franceses.
Las excursiones de Giovanni da Verrazzano y Jacques Cartier a principios del siglo XVI, así como los frecuentes viajes de barcos y pescadores franceses a los Grandes Bancos frente a Terranova a lo largo de ese siglo, fueron los precursores de la historia de la expansión colonial de Francia. Pero la defensa de España de su monopolio americano, y las distracciones adicionales causadas en la propia Francia a finales del siglo XVI por las guerras de religión, impidieron cualquier esfuerzo constante de establecer colonias. Los primeros intentos franceses de fundar colonias en Brasil en 1555 en Río de Janeiro ("France Antarctique") y en Florida (incluido Fort Caroline en 1562), y en 1612 en São Luís ("France Équinoxiale"), no tuvieron éxito, debido a la falta de interés oficial y a la vigilancia portuguesa y española. Diez años más tarde, Francisco I envió a Jacques Cartier a explorar la costa de Terranova y el río San Lorenzo. En agosto de 1541, este grupo establece una colonia fortificada, bautizada como Charlesbourg-Royal, sobre el emplazamiento del actual distrito de Cap-Rouge en la ciudad de Quebec; sin embargo, más tarde, se decidirá abandonar el lugar debido a las enfermedades, el clima execrable y la hostilidad de los autóctonos. La ubicación precisa de esta colonia fue por mucho tiempo un misterio para los historiadores hasta el descubrimiento, en agosto de 2006, de sus restos arqueológicos.
La historia del imperio colonial de Francia realmente comenzó el 27 de julio de 1605, con la fundación de Port Royal en la colonia de Acadia en América del Norte, en lo que hoy es Nueva Escocia, Canadá. Ya unos años antes, Samuel de Champlain había hecho su primer viaje a Canadá en una misión de comercio de pieles. Si bien no contaba con un mandato oficial con respecto a este viaje, redactó una carta y escribió, a su regreso a Francia, una rendición de cuentas titulada Des sauvages (relación de su estancia en una tribu innu cerca de Tadoussac). Luego, en 1608, Samuel de Champlain fundó Quebec, la cual se convertiría en la capital de la enorme, pero escasamente poblada, colonia trampera-peletera de Nueva Francia (también llamada Canadá).

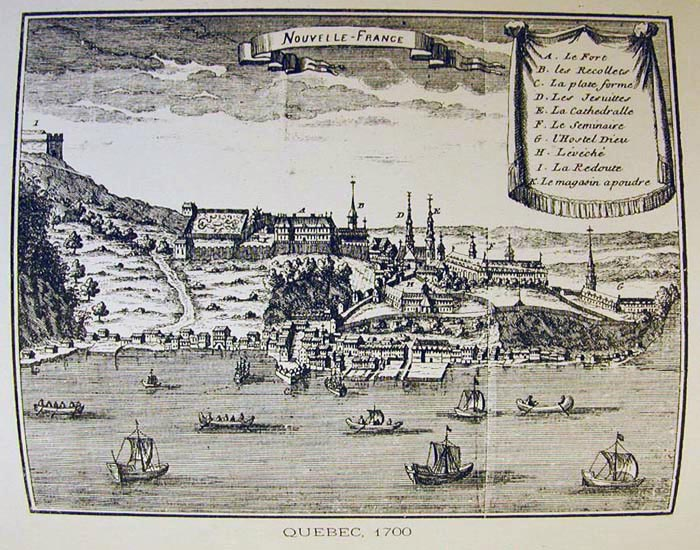
Panorama de Quebec, Nueva Francia.

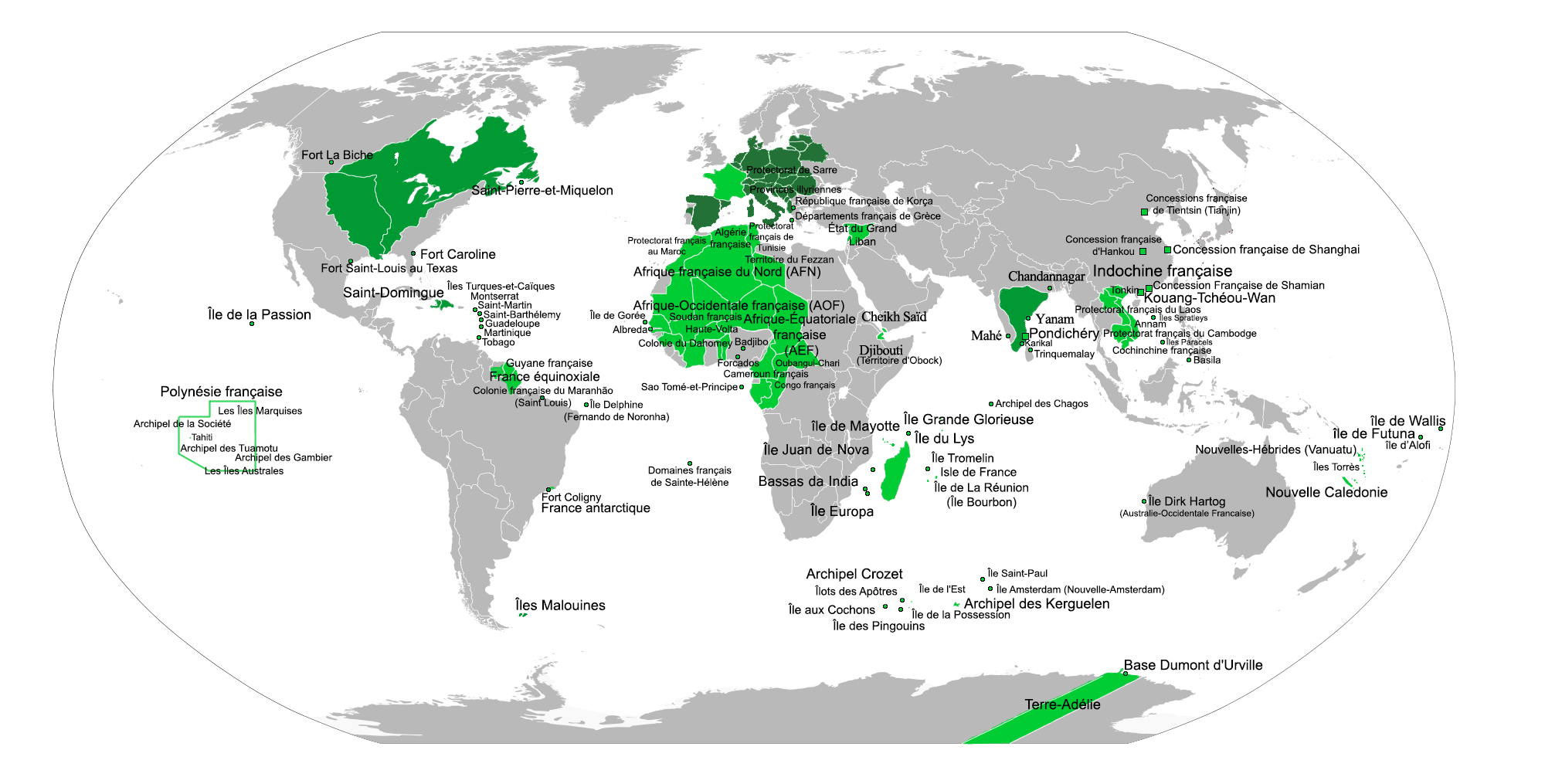
Las áreas en color verde indican los territorios que en un momento u otro han formado parte del Imperio colonial francés a través de la historia.

Nueva Francia tenía una población bastante pequeña, lo que resultó de un mayor énfasis en el comercio de pieles que en los asentamientos agrícolas. Debido a este énfasis, los franceses se basaron en gran medida en la creación de contactos amistosos con la comunidad local de las Primeras Naciones. Sin el apetito de Nueva Inglaterra por la tierra, y al depender únicamente de los aborígenes para que les proporcionaran pieles en los puestos comerciales, los franceses formaron una compleja serie de conexiones militares, comerciales y diplomáticas. Estas se convirtieron en las alianzas más duraderas entre los franceses y la comunidad de las Primeras Naciones. Sin embargo, los franceses estaban bajo la presión de las órdenes religiosas para convertirlos al catolicismo.
A través de alianzas con varias tribus nativas americanas, los franceses pudieron ejercer un control flexible sobre gran parte del continente norteamericano. Las áreas de asentamiento francés generalmente se limitaban al valle del río San Lorenzo. Antes del establecimiento del Consejo Soberano de 1663, los territorios de Nueva Francia se desarrollaron como colonias mercantiles. Solo después de la llegada del intendente Jean Talon en 1665 Francia dio a sus colonias americanas los medios adecuados para desarrollar colonias poblacionales comparables a las de los británicos. La propia Acadia se perdió para los británicos en el tratado de Utrecht de 1713. En Francia había relativamente poco interés en el colonialismo, que se concentraba más bien en el dominio dentro de Europa, y durante la mayor parte de su historia, Nueva Francia estuvo muy por detrás de las colonias británicas de América del Norte tanto en población como en desarrollo económico.

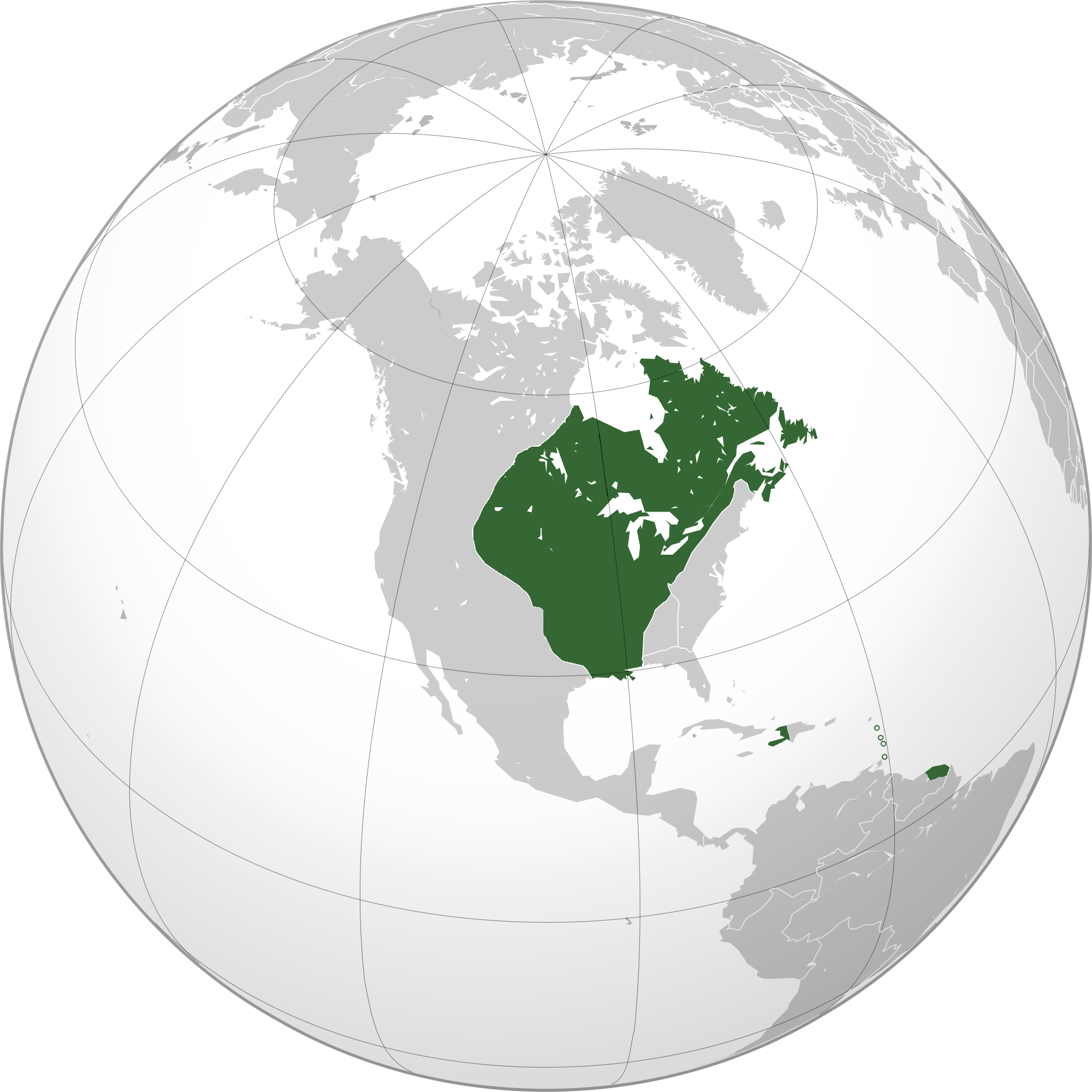
El Imperio colonial francés en América, compuesto por Nueva Francia (incluyendo Canadá y Luisiana), Antillas francesas (incluyendo Saint-Domingue, Guadalupe, Martinica, Dominica, Santa Lucía, Granada, Tobago y otras islas) y la Guayana Francesa.

En 1699, los reclamos territoriales franceses en América del Norte se expandieron aún más, con la fundación de Luisiana en la cuenca del río Misisipi. La extensa red comercial en toda la región conectada con Canadá a través de los Grandes Lagos, se mantuvo a través de un vasto sistema de fortificaciones, muchas de ellas centradas en el país de Illinois y en la actual Arkansas.
A medida que se expandía el imperio en América del Norte, los franceses también comenzaron a construir un imperio más pequeño pero más rentable en las Indias Occidentales. La población a lo largo de la costa sudamericana en lo que es hoy Guayana Francesa comenzó en 1624 y se fundó una colonia en San Cristóbal en 1625 (la isla tuvo que ser compartida con los ingleses hasta el tratado de Utrecht en 1713, cuando fue cedida por completo). La Compagnie des Îles de l'Amérique fundó colonias en Guadalupe y Martinica en 1635, y más tarde se fundó una colonia en Santa Lucía (1650). Las plantaciones productoras de alimentos de estas colonias se construyeron y mantuvieron mediante la esclavitud, con el suministro de esclavos dependiente del comercio de esclavos africanos. La resistencia local de los pueblos indígenas resultó en la expulsión de los caribes en 1660. La posesión colonial caribeña más importante de Francia se estableció en 1664, cuando se fundó la colonia de Saint-Domingue (actual Haití) en una porción cercana al 25% de la isla La Española. En el siglo XVIII, Saint-Domingue se convirtió en la colonia azucarera más rica del Caribe. El otro 75% oriental de La Española (hoy parte de Haití un 9% y el 66% restante República Dominicana) también estuvo bajo el dominio francés durante un breve período, después de que España la cediera a Francia en virtud de la paz de Basilea en 1795. y hasta la Batalla de Palo Hincado en1808. 

### África y Asia

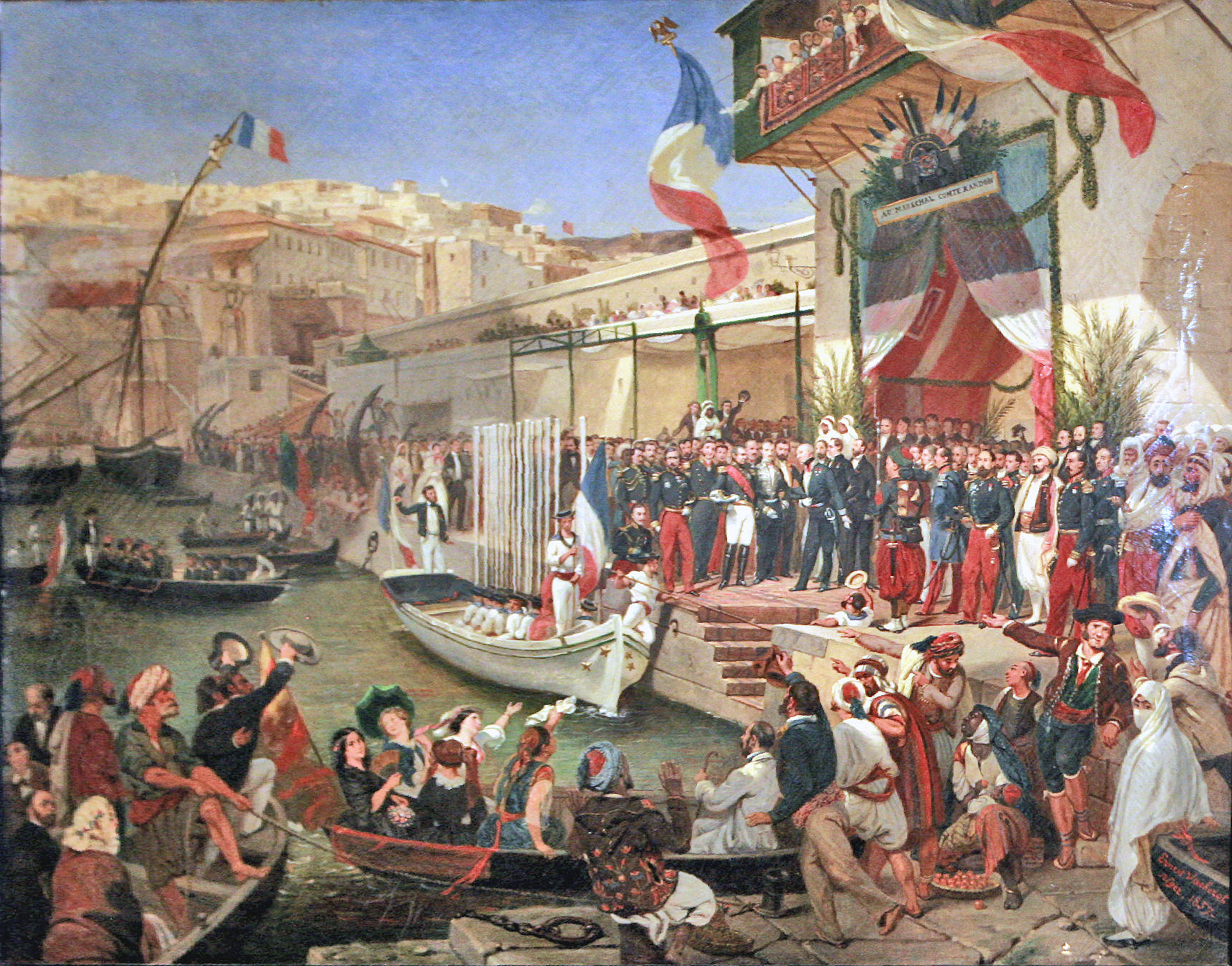
Llegada del mariscal Randon a Argel en 1857, por Ernest Francis Vacherot.

La expansión colonial francesa no se limitó al Nuevo Mundo. Con el final de las guerras de religión francesas, el rey Enrique IV fomentó varias empresas, creadas para desarrollar el comercio con tierras lejanas. En diciembre del año 1600, se formó una empresa a través de la asociación de Saint-Malo, Laval y Vitré para comerciar con las Molucas y Japón. Dos barcos, el Croissant y el Corbin, fueron enviados alrededor del cabo de Buena Esperanza en mayo de 1601. Uno naufragó en las Maldivas, lo que llevó a la aventura de François Pyrard de Laval, quien logró regresar a Francia en 1611. El segundo barco, que transportaba a François Martin de Vitré, llegó a Ceilán y negoció con Aceh en Sumatra, pero fue capturado por los neerlandeses en el tramo de vuelta en el cabo Finisterre. François Martin de Vitré fue el primer francés en escribir un relato de viajes al Extremo Oriente en 1604, a petición de Enrique IV, y desde ese momento se publicaron numerosos relatos sobre Asia.
De 1604 a 1609, tras el regreso de François Martin de Vitré, Henry desarrolló un gran entusiasmo por viajar a Asia e intentó establecer una Compañía Francesa de las Indias Orientales siguiendo el modelo de Inglaterra y los Países Bajos. El 1 de junio de 1604, emitió cartas de patente a los comerciantes de Dieppe para formar la Compañía Dieppe, otorgándoles derechos exclusivos para el comercio asiático durante 15 años. Sin embargo, no se enviaron barcos hasta 1616. En 1609, otro aventurero, Pierre-Olivier Malherbe, regresó de una circunnavegación del globo e informó a Enrique de sus aventuras. Había visitado China e India y tuvo un encuentro con Akbar.
En Senegal, en África occidental, los franceses comenzaron a establecer factorías a lo largo de la costa en 1624 (la isla de Saint Louis, en 1659, y la isla de Gorea, en 1677). En 1664, La Compañía Francesa de las Indias Orientales fue establecida para competir por el comercio en el este. Las colonias estaban establecidas en la India en Chandernagore, en Bengala (1673) y Pondichéry en el sureste (1674) y más tarde en Yanaon (1723), Mahé (1725) y Karikal (1739). Se fundaron también colonias en el océano Índico, en la Île Bourbon (Reunión, 1664), Île de France (Mauricio, 1718) y las Seychelles (1756).
Con la decadencia del Imperio otomano, en 1830 los franceses se apoderaron de Argel iniciando así la colonización del norte de África.
Durante la Primera Guerra Mundial, después de que Francia sufriera muchas bajas en el frente occidental, comenzaron a reclutar soldados de su imperio africano. En 1917, Francia había reclutado a 270.000 soldados africanos. Sus regimientos más condecorados procedían de Marruecos, pero debido a la guerra de Zaia en curso, solo pudieron reclutar a 23.000 marroquíes. Los soldados africanos tuvieron éxito en la batalla de Verdún y fracasaron en la ofensiva de Nivelle, pero en general, independientemente de su utilidad, los generales franceses no tenían en alta estima a sus tropas africanas.
Después de la Primera Guerra Mundial, los objetivos de la guerra africana de Francia no los decidía su gabinete o la mente oficial del ministerio colonial, sino los líderes del movimiento colonial en el África francesa. La primera ocasión de esto fue en 1915-1916, cuando Francois Georges-Picot (diplomático y parte de una dinastía colonial) se reunió con los británicos para discutir la división de Camerún. Picot procedió a las negociaciones sin la supervisión del presidente francés ni del gabinete. El resultado fue que Gran Bretaña le dio el 9/10 de Camerún a los franceses. Picot enfatizó las demandas de los colonos franceses sobre el gabinete francés. Esta política de los líderes coloniales franceses que determinan los objetivos de la guerra africana de Francia se puede ver en gran parte del imperio de Francia.

### El conflicto colonial con Reino Unido

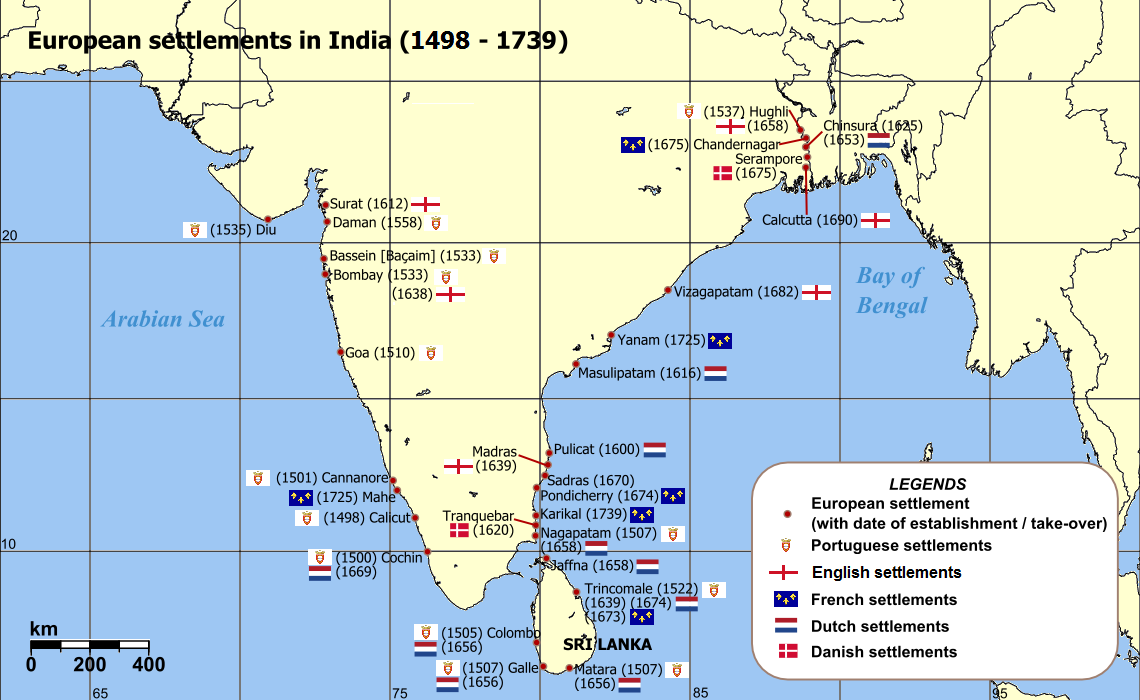
Asentamientos franceses y otros europeos en la India colonial.

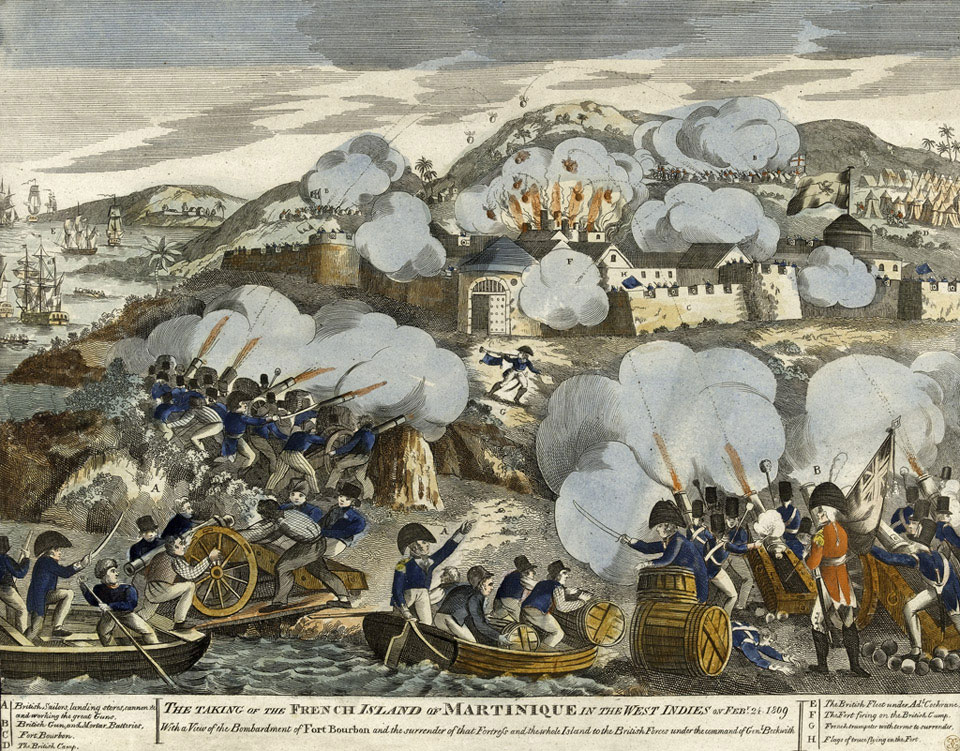
La invasión británica de Martinica en 1809.

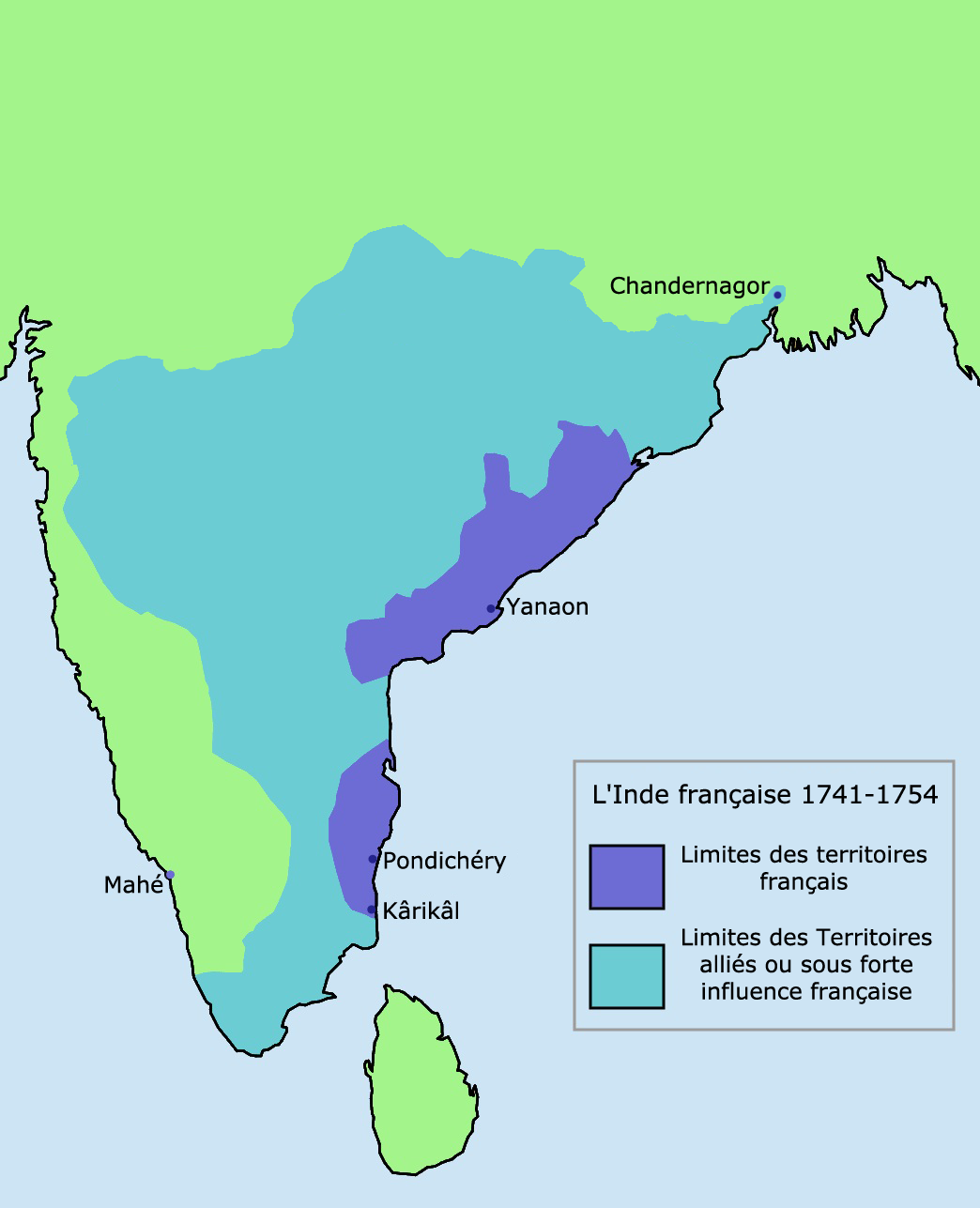
Extensión de la India francesa entre 1741 y 1754.

A mediados del siglo XVIII, comenzaron una serie de conflictos coloniales entre Francia y Reino Unido, que finalmente tuvo como resultado la destrucción de la mayor parte del primer Imperio colonial francés y la expulsión casi completa de Francia de América. Estas guerras fueron la guerra de sucesión austríaca (1744-1748), guerra de los Siete Años (1756-1763), la guerra de independencia de los Estados Unidos (1778-1783), las guerras revolucionarias francesas (1793-1802) y las Guerras Napoleónicas (1803-1815). Incluso se puede ver más atrás en el tiempo, hasta la primera de las guerras franco-indias. Este conflicto cíclico que se conoce como la Segunda guerra de los Cien Años. 
Aunque la guerra de sucesión austríaca fue indecisa –a pesar de los éxitos franceses en India con el gobernador general Joseph François Dupleix y en Europa bajo el mariscal Saxe–, la guerra de los Siete Años después de los primeros éxitos franceses en Menorca y América del Norte, tuvo una derrota francesa, con la superioridad numérica británica (más de un millón contra 50 mil colonos franceses) conquistaron no solo la Nueva Francia (con exclusión de las pequeñas islas de San Pedro y Miguelón), sino también la mayoría del oeste de Nueva Francia, las Indias Occidentales (Caribe), las colonias, y todos los puestos de avanzada en la India francesa.
Si bien el tratado de paz vio los puestos de avanzada en la India y las islas caribeñas de Martinica y Guadalupe restauradas a Francia, la competencia por la influencia en la India fue ganada por los británicos y América del Norte se perdió completamente: la mayor parte de Nueva Francia fue tomada por el Reino Unido (también se conoce como Norteamérica británica, con excepción de Luisiana, que Francia cedió a España como pago por la entrada tardía de España en la guerra (y como compensación por la anexión británica de la Florida española). También cedieron a los británicos las islas de Granada y Santa Lucía en las Indias Occidentales. Aunque la pérdida de Canadá causaría mucho pesar en las generaciones futuras, provocó poca infelicidad en ese momento; el colonialismo fue considerado en general como poco importante para Francia.
Se logró cierta recuperación del Imperio colonial francés durante la intervención francesa en la guerra de independencia de los Estados Unidos, y Santa Lucía fue devuelta a Francia por el tratado de París en 1783, pero no tanto como se esperaba en el momento de la intervención francesa. El verdadero desastre llegó a lo que quedaba del imperio colonial de Francia en 1791 cuando Saint-Domingue (el tercio occidental de la isla caribeña de La Española), la colonia más rica e importante de Francia, fue dividida por una revuelta masiva de esclavos africanos, causada en parte por las divisiones entre los habitantes de la isla, que había resultado de la Revolución Francesa de 1789. Los esclavos, liderados por Toussaint L'Ouverture y luego, tras su captura por los franceses en 1801, por Jean-Jacques Dessalines, se mantuvieron firmes contra los franceses, españoles, británicos, y finalmente lograron su independencia como el Imperio de Haití en 1804 (Haití se convirtió en la primera república negra del mundo, seguida de Liberia en 1847). La población negra y mulata de la isla (incluido el este español) había disminuido de 700 000 en 1789 a 351 819 en 1804. Aproximadamente 80 000 haitianos murieron solo en la campaña de 1802-1803. De los 55 131 soldados franceses enviados a Haití en 1802-1803, 45 000, incluidos 18 generales, habían muerto, junto con 10 000 marineros, la gran mayoría de enfermedades. El capitán (de nombre desconocido) Sorrell de la armada británica observó: "Francia perdió allí uno de los mejores ejércitos que envió, compuesto por veteranos escogidos, conquistadores de Italia y legiones alemanas. Ahora está completamente privada de su influencia y su poder en las Indias Occidentales".
Mientras tanto, la guerra se reanudó con el Reino Unido, resultando en la captura británica de prácticamente todas las colonias francesas restantes. Estas fueron restablecidas en el tratado de Amiens en 1802, pero cuando la guerra se reanudó en 1803, los británicos pronto las recapturaron. La recompra de Luisiana española por parte de Francia en 1800 no sirvió para nada, ya que el éxito de la revolución haitiana convenció a Napoleón de que mantener Luisiana no valdría la pena, lo que llevó a su venta a los Estados Unidos en 1803. El intento francés de establecer una colonia en Egipto en 1798-1801 no tuvo éxito. Las bajas de batalla para la campaña fueron al menos 15 000 muertos o heridos y 8 500 prisioneros para Francia; 50 000 muertos o heridos y 15 000 prisioneros para Turquía, Egipto, otras tierras otomanas y Gran Bretaña.

## Segundo imperio colonial

Bandera francesa hasta 1815.

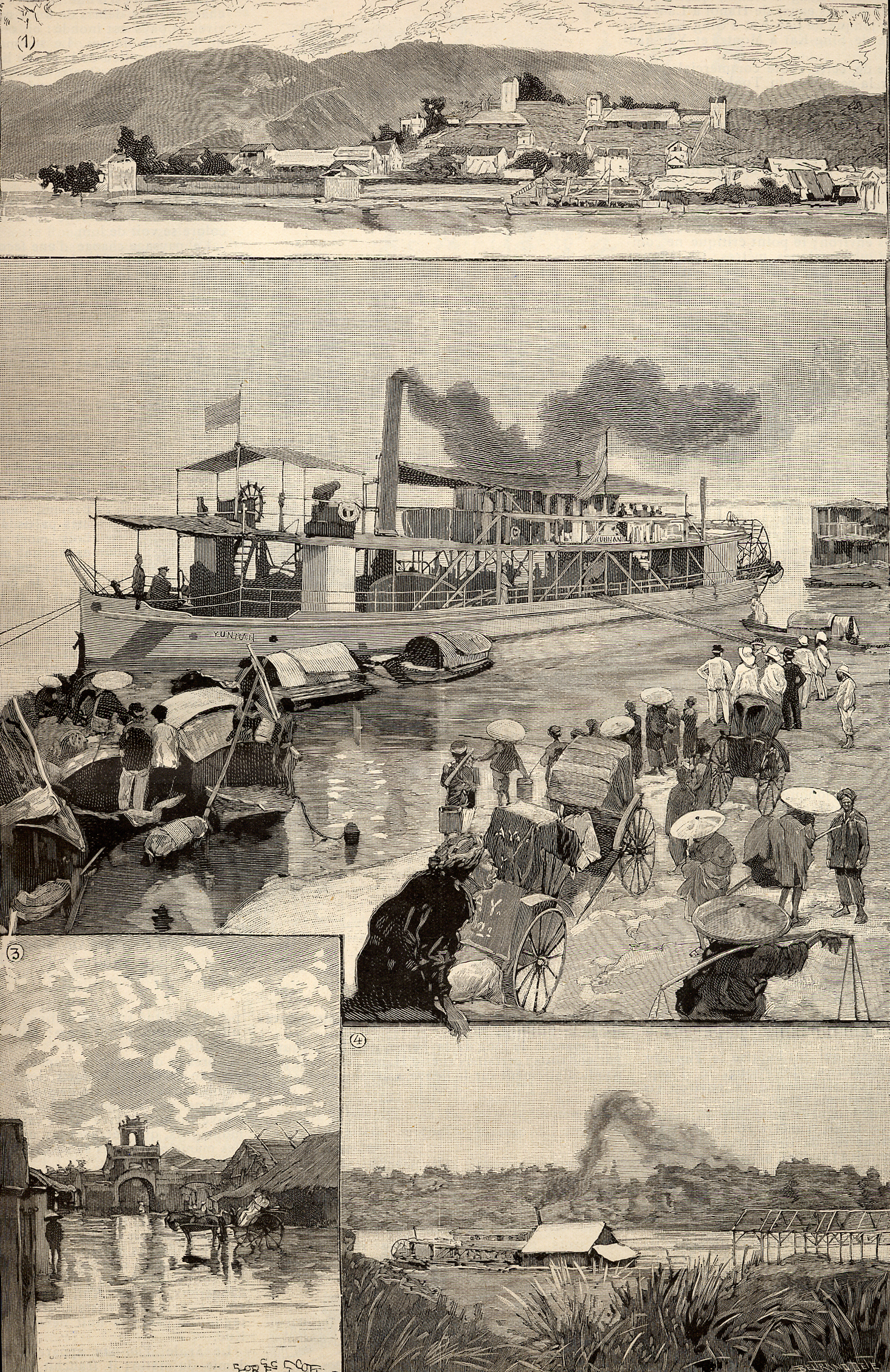
Colonias francesas en 1891 (desde Le Monde Illustré).
1. Panorama de Lac-Kaï, avanzada francesa en China.
2. Yun-nan, en el muelle de Hanói.
3. Calle inundada en Hanói.
4. Desembarcadero en Hanói

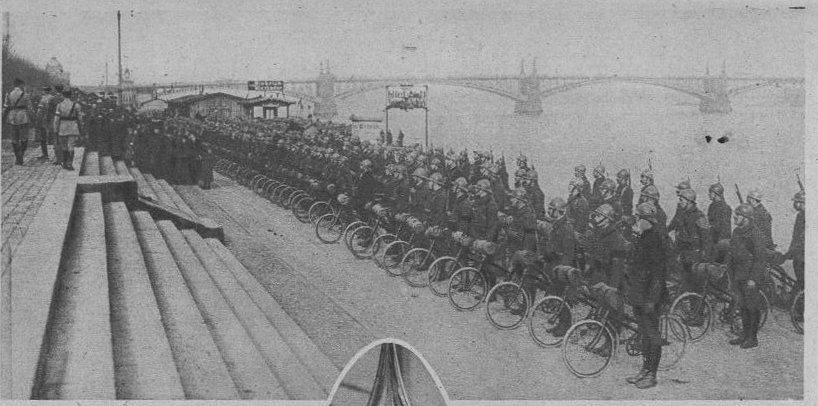
Régiment d'Infanterie Coloniale du Maroc en Maguncia, 1919.

Al final de las Guerras Napoleónicas la mayoría de las colonias de Francia fueron devueltas por el Imperio británico, en particular Guadalupe y Martinica en las Indias Occidentales, Guayana Francesa en la costa de América del Sur, varios puestos comerciales en Senegal, la Isla de Borbón (Reunión) en el océano Índico y las pequeñas posesiones Francia en la India; sin embargo, Reino Unido finalmente anexó Santa Lucía, Tobago, las Seychelles y la Île de France (ahora Mauricio).
En 1825 Carlos X envió una expedición a Haití, lo que resultó en la controversia de indemnización de Haití.
El verdadero comienzo del Segundo Imperio colonial francés, sin embargo, fue establecido en 1830 con la invasión francesa de Argelia, que fue conquistada en los siguientes 17 años. Durante el segundo imperio, encabezado por Napoleón III, se hizo un intento de establecer un protectorado de tipo colonial en México, pero esto llegó a poco, y los franceses se vieron obligados a abandonar la prueba después del fin de la guerra civil estadounidense, cuando el entonces presidente de Estados Unidos, Andrew Johnson, invocó la Doctrina Monroe. Esta intervención francesa en México duró desde 1861 hasta 1867. 

### Expansión por Asia
El emperador francés Napoleón III actuó para incrementar la presencia francesa en Indochina. Un factor importante en su decisión fue la creencia de que Francia corría el riesgo de convertirse en una potencia de segunda categoría al no expandir su influencia en el este de Asia. Más profunda era la sensación de que Francia le debía al mundo una misión civilizadora.
Con el fin de proteger sus intereses coloniales, las sucesivas administraciones ejercerían una «tutela interesada» sobre los misioneros enviados al continente. En este sentido, el gobierno francés trató de impedir cualquier acuerdo o relación diplomática directa entre la Santa Sede y los países asiáticos para, de este modo, mantener su control e influencia sobre los predicadores europeos (principalmente franceses).

Importa tener claro el carácter de la protección que concedemos a los misioneros... Nos proponemos únicamente utilizar en provecho del prestigio francés las relaciones y los incesantes progresos conseguidos por los misioneros en las poblaciones chinas.
Extracto de un telegrama enviado por el Ministerio francés de Asuntos Exteriores en 1880 a su legación de Pekín (A. E. Chine, "Mémoires et documents", XII, fol. 404 )

Los misioneros franceses habían estado activos en Vietnam desde el siglo XVII, cuando el sacerdote jesuita Alexandre de Rhodes abrió una misión allí. En 1858, el emperador vietnamita de la dinastía Nguyen se sintió amenazado por la influencia francesa y trató de expulsar a los misioneros. Napoleón III envió una fuerza naval de catorce cañoneras, que transportaban tres mil tropas francesas y tres mil filipinas proporcionadas por España, bajo Charles Rigault de Genouilly, para obligar al gobierno a aceptar a los misioneros y detener la persecución de los católicos. En septiembre de 1858, la fuerza expedicionaria capturó y ocupó el puerto de Da Nang, y luego, en febrero de 1859, se trasladó al sur y capturó Saigón. El gobernante vietnamita se vio obligado a ceder tres provincias a Francia y ofrecer protección a los católicos. Las tropas francesas partieron por un tiempo para participar en la expedición a China, pero en 1862, cuando el emperador vietnamita no cumplió plenamente los acuerdos, regresaron. El emperador se vio obligado a abrir puertos de tratados en Annam y Tonkín, y toda Cochinchina se convirtió en territorio francés en 1864.
En 1863, el gobernante de Camboya, el rey Norodom, que había sido colocado en el poder por el gobierno de Tailandia, se rebeló contra sus patrocinadores y buscó la protección de Francia. El emperador tailandés otorgó autoridad sobre Camboya a Francia, a cambio de dos provincias de Laos, que fueron cedidas por Camboya a Tailandia. En 1867, Camboya se convirtió formalmente en un protectorado de Francia. Además, Francia tenía una esfera de influencia durante el siglo XIX y el siglo XX en el sur de China, incluyendo una base naval en la bahía de Kuangchow (Guangzhou). 
Solo después de su derrota en la guerra franco-prusiana de 1870-1871 y la fundación de la Tercera República (1871-1940), se adquirieron la mayoría de las posesiones coloniales de Francia. Desde su base en Cochinchina, los franceses se apoderaron de Tonkín (el norte de Vietnam) y Annam (el centro de Vietnam) en 1884-1885. Estos, junto con Camboya y Cochinchina, formaron la Indochina francesa en 1887 (a la que se añadió Laos en 1893 y Guangzhouwan en 1900).
En 1849, se estableció la concesión francesa en Shanghái y en 1860, se estableció la concesión francesa en Tientsin (ahora llamada Tianjin). Ambas concesiones duraron hasta 1946. Los franceses también tenían concesiones más pequeñas en Guangzhou y Hankou (ahora parte de Wuhan).
La tercera guerra anglo-birmana, en la que el Reino Unido conquistó y anexó la hasta entonces independiente Alta Birmania, fue motivada en parte por la aprehensión británica de que Francia avanzara y ganara posesión de territorios cercanos a Birmania.

### Expansión por África

#### Senegal

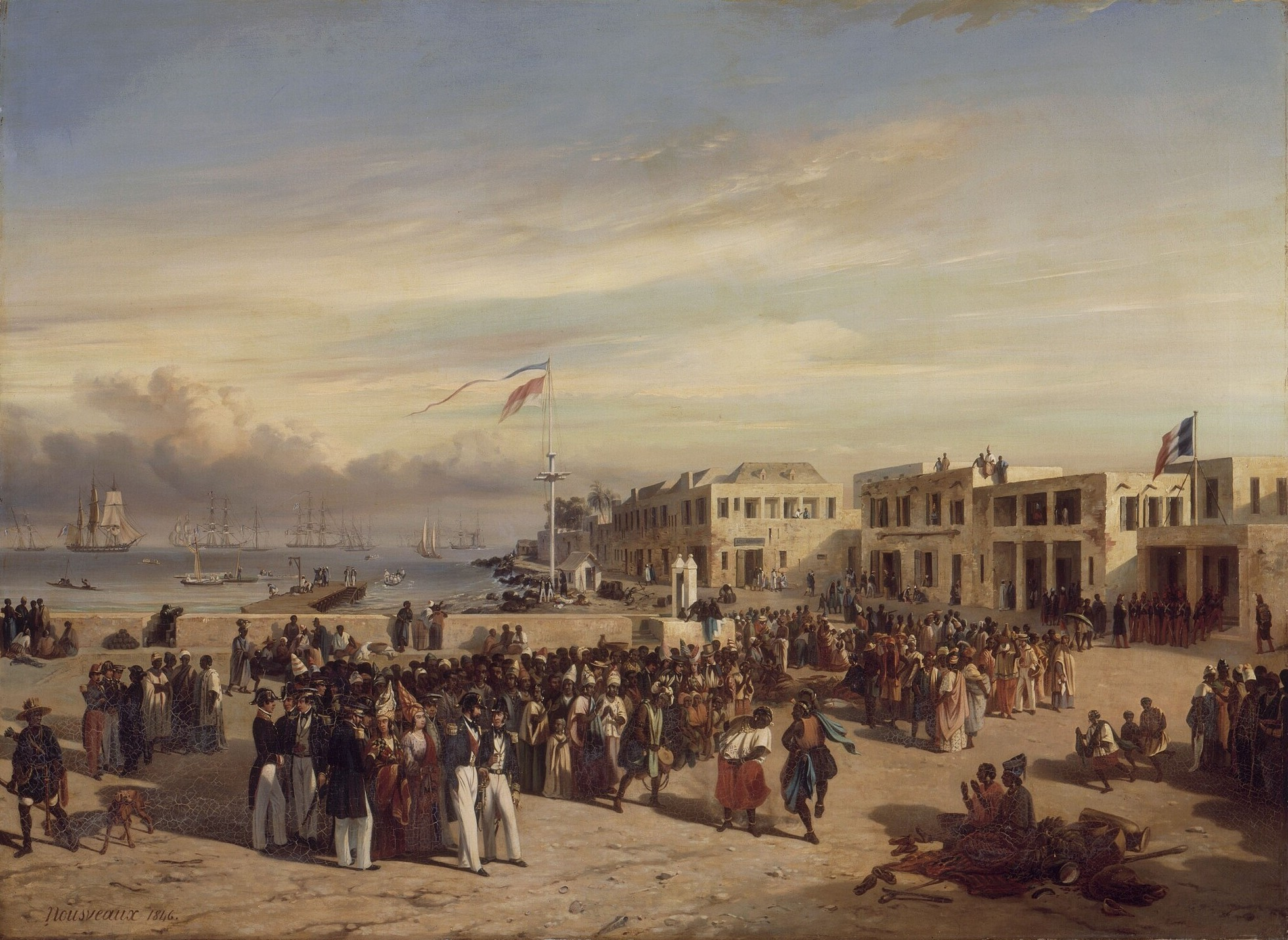
Puesto comercial francés en Gorea, una isla frente a la costa de Senegal.

Al comienzo del reinado de Napoleón III, la presencia de Francia en Senegal se limitaba a un puesto comercial en la isla de Gorea, una estrecha franja en la costa, la ciudad de Saint-Louis y un puñado de puestos comerciales en el interior. La economía se había basado en gran medida en la trata de esclavos, llevada a cabo por los gobernantes de los pequeños reinos del interior, hasta que Francia abolió la esclavitud en sus colonias en 1848. En 1854, Napoleón III nombró a un emprendedor oficial francés, Louis Faidherbe, para gobernar y expandir la colonia, y darle el comienzo de una economía moderna. Faidherbe construyó una serie de fuertes a lo largo del río Senegal, formó alianzas con líderes en el interior y envió expediciones contra aquellos que resistieron el dominio francés. Construyó un nuevo puerto en Dakar, estableció y protegió líneas telegráficas y carreteras, las siguió con una línea ferroviaria entre Dakar y Saint-Louis y otra hacia el interior. Construyó escuelas, puentes y sistemas para suministrar agua potable a las ciudades. También introdujo el cultivo a gran escala de maní y maní Bambara como cultivo comercial. Llegando al valle del Níger, Senegal se convirtió en la principal base francesa en África Occidental. Dakar se convirtió en una de las ciudades más importantes del Imperio francés y de África.

#### Argelia

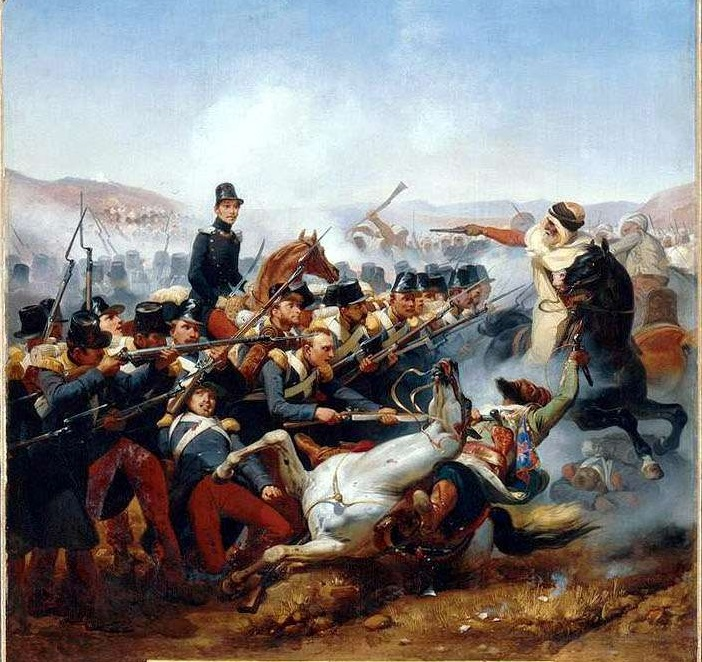
La conquista francesa de Argelia.

Argelia había estado formalmente bajo el dominio francés desde 1830, pero solo en 1852 el país fue conquistado por completo. En ese momento había unos 100 000 colonos europeos en el país, aproximadamente la mitad de ellos franceses. Bajo la Segunda República, el país estaba gobernado por un gobierno civil, pero Luis Napoleón restableció un gobierno militar, para gran disgusto de los colonos. En 1857, el ejército había conquistado la Cabilia y pacificado el país. En 1860, la población europea había aumentado a 200 000 y los recién llegados estaban comprando y cultivando rápidamente tierras de nativos argelinos.
Entre 500 000 y 1 000 000 de argelinos, de un total de 3 millones, murieron en las tres primeras décadas de la conquista como consecuencia de la guerra, las masacres, las enfermedades y el hambre. Las pérdidas francesas de 1830 a 1851 fueron 3336 muertos en acción y 92 329 muertos en el hospital.
En los primeros ocho años de su gobierno, Napoleón III prestó poca atención a Argelia. En septiembre de 1860, sin embargo, él y la emperatriz Eugenia visitaron Argelia y el viaje les causó una profunda impresión. Eugenia fue invitada a asistir a una boda árabe tradicional y el emperador se reunió con muchos de los líderes locales. El emperador concibió gradualmente la idea de que Argelia debería ser gobernada de manera diferente a otras colonias. En febrero de 1863, escribió una carta pública a Pelissier, el gobernador militar, diciendo: "Argelia no es una colonia en el sentido tradicional, sino un reino árabe; la gente local tiene, como los colonos, un derecho legal a mi protección. Soy tanto emperador de los árabes de Argelia como de los franceses". Tenía la intención de gobernar Argelia a través de un gobierno de aristócratas árabes. Con este fin, invitó a los jefes de los principales grupos tribales argelinos a su castillo en Compiegne para la caza y las festividades.
En comparación con las administraciones anteriores, Napoleón III simpatizaba mucho más con los nativos argelinos. Detuvo la migración europea hacia el interior, restringiéndola a la zona costera. También liberó al líder rebelde argelino Abd al Qadir (a quien se le había prometido la libertad al rendirse pero fue encarcelado por la administración anterior) y le dio un estipendio de 150 000 francos. Permitió a los musulmanes servir en el servicio militar y civil en términos teóricamente iguales y les permitió emigrar a Francia. Además, dio la opción de ciudadanía; sin embargo, para que los musulmanes optaran por esta opción tenían que aceptar todo el código civil francés, incluidas las partes que regulan la herencia y el matrimonio que entraban en conflicto con las leyes musulmanas, y tenían que rechazar la competencia de los tribunales de la Sharia. Esto fue interpretado por algunos musulmanes en el sentido de que les exigía que renunciaran a partes de su religión para obtener la ciudadanía, lo que provocó resentimiento.
Más importante aún, Napoleón III cambió el sistema de tenencia de la tierra. Aunque aparentemente con buenas intenciones, esta medida destruyó el sistema tradicional de gestión de la tierra y privó a muchos argelinos de tierras. Si bien Napoleón renunció a las reclamaciones estatales sobre las tierras tribales, también inició un proceso de desmantelamiento de la propiedad de la tierra tribal en favor de la propiedad individual de la tierra. Este proceso fue corrompido por funcionarios franceses que simpatizaban con los franceses en Argelia, quienes tomaron gran parte de la tierra que examinaron al dominio público. Además, muchos líderes tribales, elegidos por su lealtad a los franceses en lugar de la influencia en su tribu, vendieron inmediatamente tierras comunales por dinero en efectivo.
Sus intentos de reforma fueron interrumpidos en 1864 por una insurrección árabe, que requirió más de un año y un ejército de 85 000 soldados para reprimirla. Sin embargo, no abandonó su idea de hacer de Argelia un modelo en el que colonos franceses y árabes pudieran vivir y trabajar juntos como iguales. Viajó a Argel por segunda vez el 3 de mayo de 1865, y esta vez permaneció durante un mes, reuniéndose con líderes tribales y funcionarios locales. Ofreció una amplia amnistía a los participantes de la insurrección y prometió nombrar a los árabes para los altos cargos de su gobierno. También prometió un gran programa de obras públicas de nuevos puertos, ferrocarriles y carreteras. Sin embargo, una vez más sus planes encontraron un gran obstáculo natural en 1866 y 1867, pues Argelia fue golpeada por una epidemia de cólera, nubes de langostas, sequía y hambruna,y sus reformas se vieron obstaculizadas por los colonos franceses, que votaron masivamente en su contra en los plebiscitos de su último reinado.

#### Norte de África
Francia también extendió su influencia en el norte de África después de 1870, estableciendo un protectorado en Túnez en 1881 con el tratado de Bardo. Gradualmente, el control francés se constituyó en la mayor parte del norte, oeste y centro de África a principios del siglo XX (incluyendo las naciones modernas de Mauritania, Senegal, Guinea, Malí, Costa de Marfil, Benín, Níger, Chad, República Centroafricana, República del Congo, Gabón, Camerún), y al este el enclave de la costa africana de Yibuti (Somalia Francesa) y la isla de Madagascar. Pierre Savorgnan de Brazza ayudó a formalizar el control francés en Gabón y en la ribera norte del río Congo desde principios de la década de 1880. El explorador y coronel Parfait-Louis Monteil viajó desde Senegal al lago Chad en 1890-1892, firmando tratados de amistad y protección con los gobernantes de varios de los países por los que pasó y adquiriendo un gran conocimiento de la geografía y la política de la región.
La misión Voulet-Chanoine, una expedición militar, partió de Senegal en 1898 para conquistar la cuenca del lago Chad y unificar todos los territorios franceses en África occidental. Esta expedición operó conjuntamente con otras dos expediciones, las misiones Foureau-Lamy y de Émile Gentil, que avanzaron desde Argelia y el Congo Medio respectivamente. Con la muerte (abril de 1900) del caudillo musulmán Rabih az-Zubayr, el gobernante más importante de la región, y la creación del Territorio Militar de Chad (septiembre de 1900), la Misión Voulet-Chanoine había cumplido todos sus objetivos. La crueldad de la misión provocó un escándalo en París.

África oriental y central en 1898, durante el incidente de Fachoda.

Como parte del reparto de África, Francia se propuso establecer un eje continuo oeste-este a través del continente, en contraste con el propuesto eje norte-sur británico. Las tensiones entre Reino Unido y Francia aumentaron en África. En varios puntos la guerra parecía posible, pero no se produjo ningún brote. El episodio más grave fue el incidente de Fachoda de 1898, donde una expedición dirigida por Jean-Baptiste Marchand fue enfrentada por las fuerzas británicas al mando de Horatio Kitchener. Las tropas francesas intentaron reclamar un área en el sur de Sudán, y una fuerza británica que pretendía actuar en interés del jedive de Egipto llegó para enfrentarlos. Bajo una fuerte presión, los franceses se retiraron, reconociendo implícitamente el control anglo-egipcio sobre el área. Un acuerdo entre los dos estados reconoció el statu quo: reconociendo el control británico sobre Egipto mientras Francia se convirtió en la potencia dominante en Marruecos, pero Francia sufrió una derrota humillante en general.
Durante la crisis de Agadir en 1911, el Reino Unido apoyó a Francia contra Alemania y Marruecos se convirtió en un protectorado francés.

### Medio Oriente

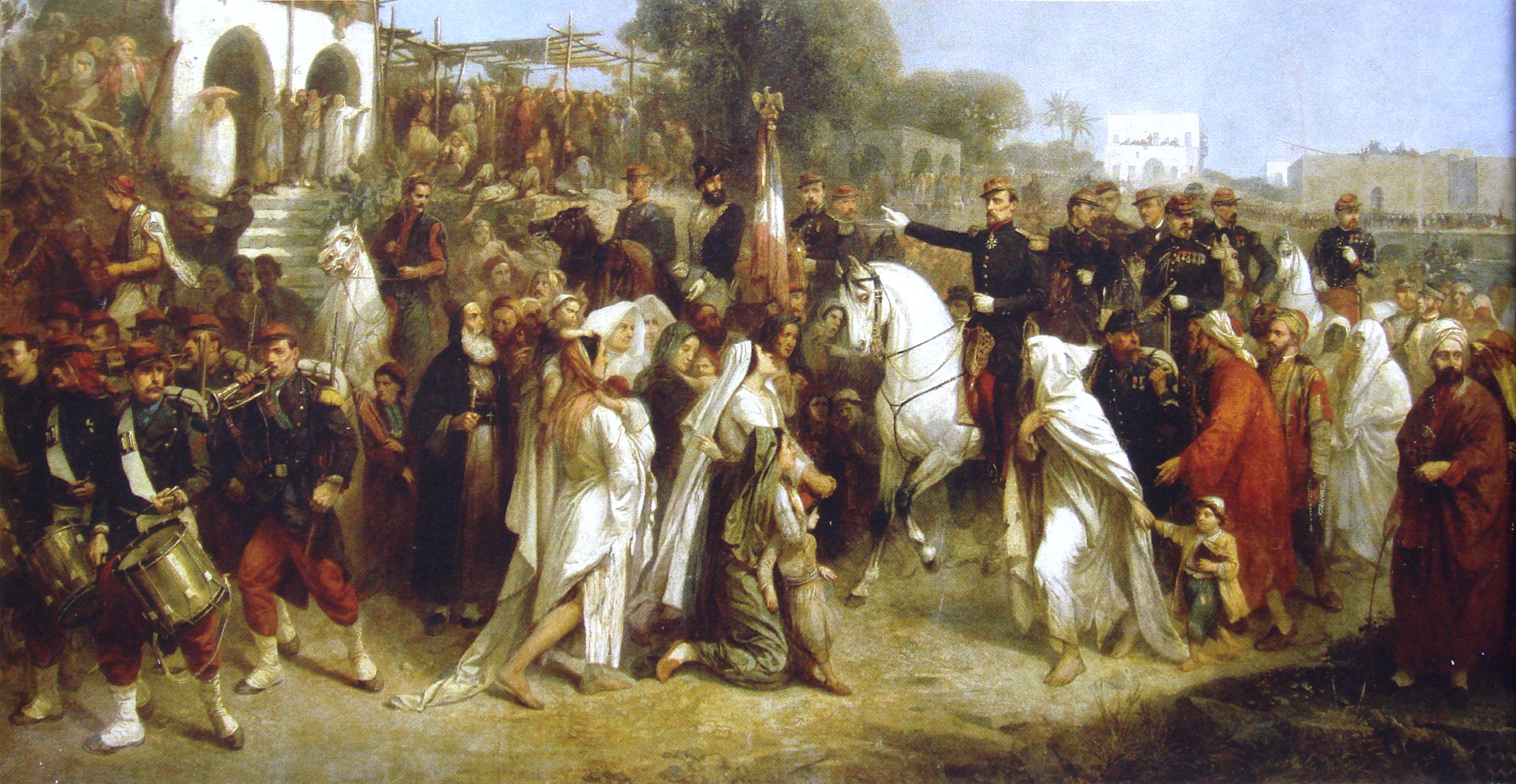
La expedición francesa en Siria dirigida por el general Beaufort d'Hautpoul, desembarcó en Beyrouth el 16 de agosto de 1860.

En la primavera de 1860, estalló una guerra en el Líbano, entonces parte del Imperio otomano, entre la población drusa cuasi musulmana y los cristianos maronitas. Las autoridades otomanas en el Líbano no pudieron detener la violencia, que se extendió a la vecina Siria, con la masacre de muchos cristianos. En Damasco, el emir Abd-el-Kadr protegió a los cristianos allí contra los alborotadores musulmanes. Napoleón III se sintió obligado a intervenir en nombre de los cristianos, a pesar de la oposición de Londres, que temía que condujera a una presencia francesa más amplia en Oriente Medio. Después de largas y difíciles negociaciones para obtener la aprobación del gobierno británico, Napoleón III envió un contingente francés de siete mil hombres por un período de seis meses. Las tropas llegaron a Beirut en agosto de 1860 y tomaron posiciones en las montañas entre las comunidades cristiana y musulmana. Napoleón III organizó una conferencia internacional en París, donde el país fue puesto bajo el gobierno de un gobernador cristiano nombrado por el sultán otomano, que restauró una frágil paz. Las tropas francesas partieron en junio de 1861, poco menos de un año. La intervención francesa alarmó a los británicos, pero fue muy popular entre la poderosa facción política católica en Francia, que se había alarmado por la disputa de Napoleón con el Papa sobre sus territorios en Italia.

### Islas del Pacífico

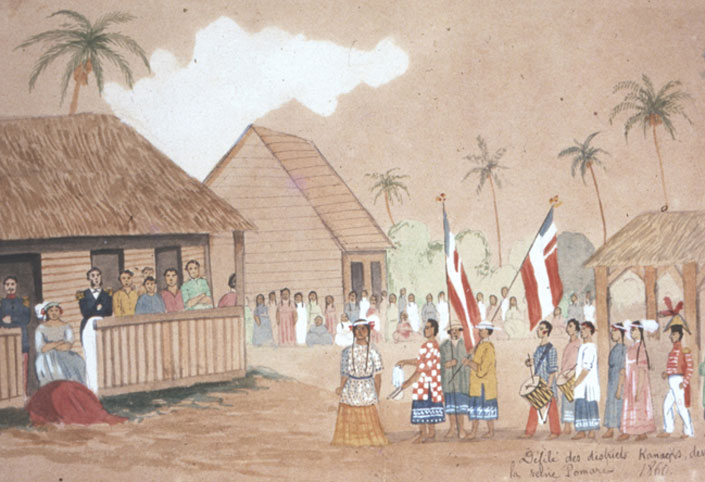
Reina Pōmare IV in 1860. Tahití se convirtió en protectorado francés en 1842 y se anexó como colonia de Francia en 1880.

En 1838, el comandante naval francés Abel Aubert du Petit-Thouars respondió a las quejas del maltrato al misionero católico francés en el Reino de Tahití gobernado por la reina Pōmare IV. Du Petit Thouars obligó al gobierno nativo a pagar una indemnización y firmar un tratado de amistad con Francia respetando los derechos de los súbditos franceses en las islas, incluidos los futuros misioneros católicos. Cuatro años después, alegando que los tahitianos habían violado el tratado, se instaló por la fuerza un protectorado francés y la reina tuvo que firmar una solicitud de protección francesa.
La reina Pōmare dejó su reino y se exilió a Raiatea en protesta contra los franceses y trató de conseguir la ayuda de la reina Victoria. La guerra franco-tahitiana estalló entre el pueblo tahitiano y los franceses de 1844 a 1847 cuando Francia intentó consolidar su dominio y extender su dominio a las islas de Sotavento donde la reina Pōmare buscó refugio con sus familiares. Los británicos permanecieron oficialmente neutrales durante la guerra, pero existieron tensiones diplomáticas entre franceses y británicos. Los franceses lograron someter a las fuerzas guerrilleras en Tahití, pero no pudieron controlar las otras islas. En febrero de 1847, la reina Pōmare IV regresó de su exilio autoimpuesto y aceptó gobernar bajo el protectorado. Aunque victoriosos, los franceses no pudieron anexar las islas debido a la presión diplomática del Reino Unido, por lo que Tahití y su dependencia Moorea continuaron gobernándose bajo el protectorado. Una cláusula del acuerdo de guerra, conocida como la convención de Jarnac o convención anglo-francesa de 1847, fue firmada por Francia y Reino Unido, en la que las dos potencias acordaron respetar la independencia de los aliados de la reina Pōmare en las islas de Sotavento. Los franceses continuaron bajo el disfraz de protección hasta la década de 1880, cuando anexaron formalmente Tahití con la abdicación del rey Pōmare V el 29 de junio de 1880. Las islas de Sotavento fueron anexionadas a través de la guerra de Sotavento que terminó en 1897. Estos conflictos y la anexión de otras islas del Pacífico formó la Polinesia Francesa.

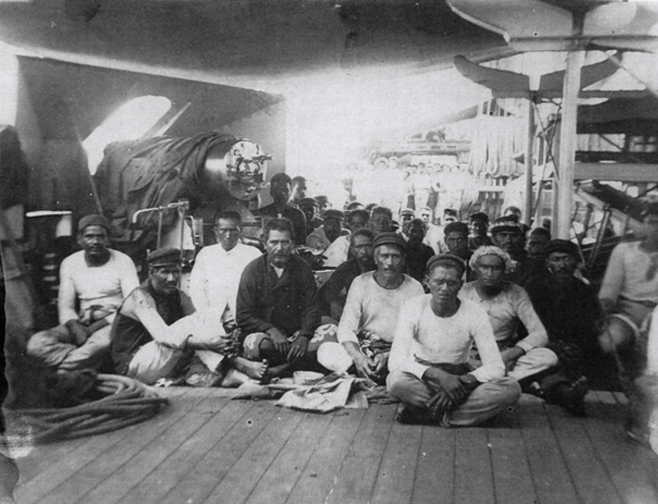
Los rebeldes capturados de Raiatea, 1897.

El 24 de septiembre de 1853, el almirante Febvrier Despointes tomó posesión formal de Nueva Caledonia y fundó el 25 de junio de 1854 Port-de-France (Numea). Unas pocas docenas de colonos libres se establecieron en la costa oeste en los años siguientes, pero Nueva Caledonia se convirtió en un penal colonia y, desde la década de 1860 hasta el final de los transportes en 1897, alrededor de 22 000 criminales y presos políticos fueron enviados a Nueva Caledonia.
En contravención de la Convención de Jarnac de 1847, los franceses colocaron a las islas de Sotavento bajo un protectorado provisional al convencer falsamente a los jefes gobernantes de que el Imperio alemán planeaba apoderarse de sus reinos insulares. Después de años de negociaciones diplomáticas, Reino Unido y Francia acordaron derogar la convención en 1887 y los franceses anexaron formalmente todas las islas de Sotavento sin tratados oficiales de cesión de los gobiernos soberanos de las islas. De 1888 a 1897, los nativos del reino de Raiatea y Tahaa, liderados por un jefe menor, Teraupo'o, lucharon contra el dominio francés y la anexión de las islas de Sotavento. Facciones antifrancesas en el reino de Huahine también intentó luchar contra los franceses bajo la reina Teuhe mientras el reino de Bora Bora permanecía neutral pero hostil a los franceses. El conflicto terminó en 1897 con la captura y el exilio de líderes rebeldes a Nueva Caledonia y más de cien rebeldes a las Marquesas.
Los franceses también establecieron colonias en el Pacífico sur, incluida Nueva Caledonia, los diversos grupos de islas que componen la Polinesia Francesa (incluidas las islas Sociedad, islas Marquesas, islas Gambier, las islas Australes y Tuamotu), y establecieron control conjunto de las Nuevas Hébridas con Reino Unido.

### Francia en América Latina
Tras la independencia de las antiguas colonias españolas en América, Francia no se interesó mucho por los nuevos países; además de que su alianza con España le impedía reconocer la independencia de estos países. Pero tras la muerte de Fernando VII, rey de España, pudo iniciar relaciones diplomáticas. En 1836 le declara la guerra a México (en la guerra de los pasteles) y a Argentina, imponiéndole un bloqueo a Buenos Aires.
En 1850 sube al poder de Francia Napoleón III, que busca reconstruir el imperio y se unió con España y Reino Unido para invadir y repartirse México. Tras enterarse de estos planes, España y Reino Unido rechazaron la oferta. Así, en 1861, Francia invade México con el pretexto de cobrar una deuda.
Tras tomar la Ciudad de México, Napoleón III decide crear en México un imperio vasallo. Para esto, elige al archiduque de Austria, Maximiliano de Habsburgo, como emperador del Segundo Imperio Mexicano en 1863. El imperio duró 4 años, hasta que Napoleón III decidió retirar sus tropas para pelear contra Prusia. Maximiliano, que se quedó sin ejército que lo respaldara, fue derrotado y fusilado por los republicanos liderados por Benito Juárez y apoyados por los Estados Unidos en 1867. Este sería el último intento francés de crear una colonia en América.

### El imperio tras la Primera Guerra Mundial

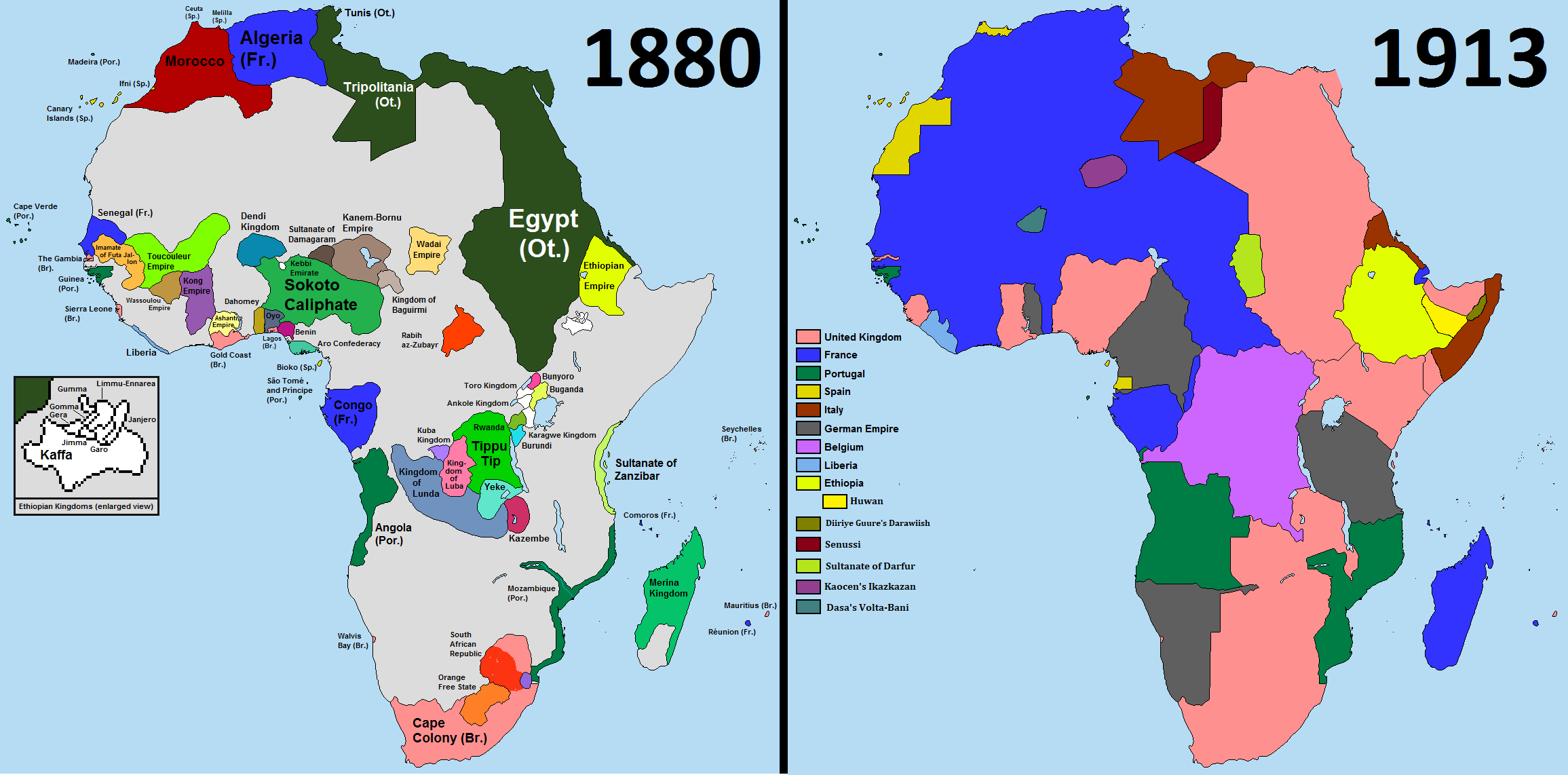
Comparación de África en los años 1880 y 1913.

Los franceses hicieron de su última colonia ganancias importantes después de la Primera Guerra Mundial, cuando ganaron los mandatos sobre los antiguos territorios turcos del Imperio otomano que conforman lo que hoy es Siria y el Líbano, así como la mayoría de las antiguas colonias alemanas de Togo y Camerún. Una característica distintiva del proyecto colonial francés a finales del siglo XIX y del siglo XX fue la misión civilizadora, el principio de que era el deber de Europa llevar la civilización a los pueblos ignorantes. Como tal, los funcionarios coloniales llevaron a cabo una política de franco-europeización en las colonias francesas, sobre todo el África Occidental Francesa. A los africanos que adoptaron la cultura francesa, incluyendo el uso fluido de la lengua francesa y la conversión al cristianismo, se les concedió la ciudadanía francesa de igualdad, incluyendo el sufragio. En la mayoría de los casos, los diputados electos eran franceses blancos, aunque había algunos negros, como el senegalés Blaise Diagne, que fue elegido en 1914.
En otros lugares, en las colonias más grandes y pobladas, se mantuvo hasta 1946 una estricta separación entre "sujets français" (todos los nativos) y "citoyens français" (todos los varones de origen europeo) con diferentes derechos y deberes. Como se señaló en un tratado de 1927 sobre la ley colonial francesa, la concesión de la ciudadanía francesa a los nativos "no era un derecho, sino un privilegio". Dos decretos de 1912 que tratan de África Occidental Francesa y África Ecuatorial Francesa enumeraron las condiciones que un nativo tenía que cumplir para obtener la ciudadanía francesa (incluían hablar y escribir francés, ganarse la vida dignamente y mostrar buenos estándares morales). De 1830 a 1946, solo entre 3000 y 6000 argelinos nativos obtuvieron la ciudadanía francesa. En África Occidental Francesa, fuera de las Cuatro Comunas, había 2500 "citoyens indígenas" de una población total de 15 millones.

### Revuelta en el norte de África contra España y Francia
El líder independentista bereber Abd el-Krim (1882-1963) organizó una resistencia armada contra los españoles y franceses por el control de Marruecos. Los españoles habían enfrentado disturbios intermitentes desde la década de 1890, pero en 1921 las fuerzas españolas fueron masacradas en la batalla de Annual. El-Krim fundó una República del Rif independiente que operó hasta 1926 pero no tuvo reconocimiento internacional. París y Madrid acordaron colaborar para destruirlo. Enviaron 200 000 soldados, lo que obligó a El-Krim a rendirse en 1926; se exilió en el Pacífico hasta 1947. Marruecos se calmó y en 1936 se convirtió en la base desde la que Francisco Franco lanzó su rebelión contra Madrid.

### Segunda Guerra Mundial

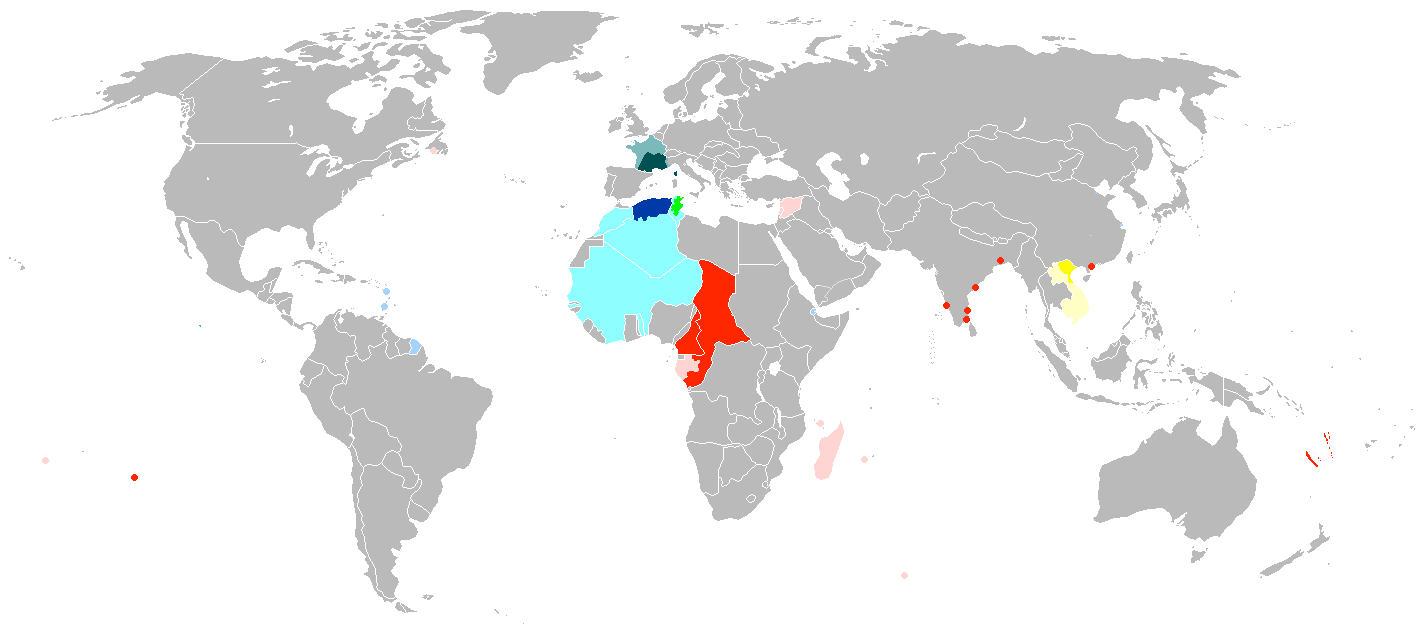
La Francia de Vichy y los territorios controlados por esta en 1943.

Durante la Segunda Guerra Mundial, la Francia Libre aliada, a menudo con apoyo británico, y la Francia de Vichy alineada con el Eje lucharon por el control de las colonias, a veces con un combate militar directo. En 1943, todas las colonias, excepto la Indochina bajo control japonés, se habían unido a la causa de la Francia Libre.
El imperio de ultramar ayudó a liberar a Francia cuando 300 000 árabes norteafricanos lucharon en las filas de los franceses libres. Sin embargo, Charles de Gaulle no tenía ninguna intención de liberar las colonias. Reunió la conferencia de gobernadores coloniales (excluidos los líderes nacionalistas) en Brazzaville en enero de 1944 para anunciar planes para la unión de posguerra que reemplazaría al imperio. El manifiesto de Brazzaville proclamó:

Los objetivos del trabajo de civilización emprendido por Francia en las colonias excluyen toda idea de autonomía, toda posibilidad de desarrollo fuera del bloque francés del Imperio; el posible autogobierno constitucional en las colonias debe ser descartado.

El manifiesto enfureció a los nacionalistas de todo el Imperio y preparó el escenario para guerras a largo plazo en Indochina y Argelia que Francia perdería de manera humillante.

## El colapso del Imperio colonial francés

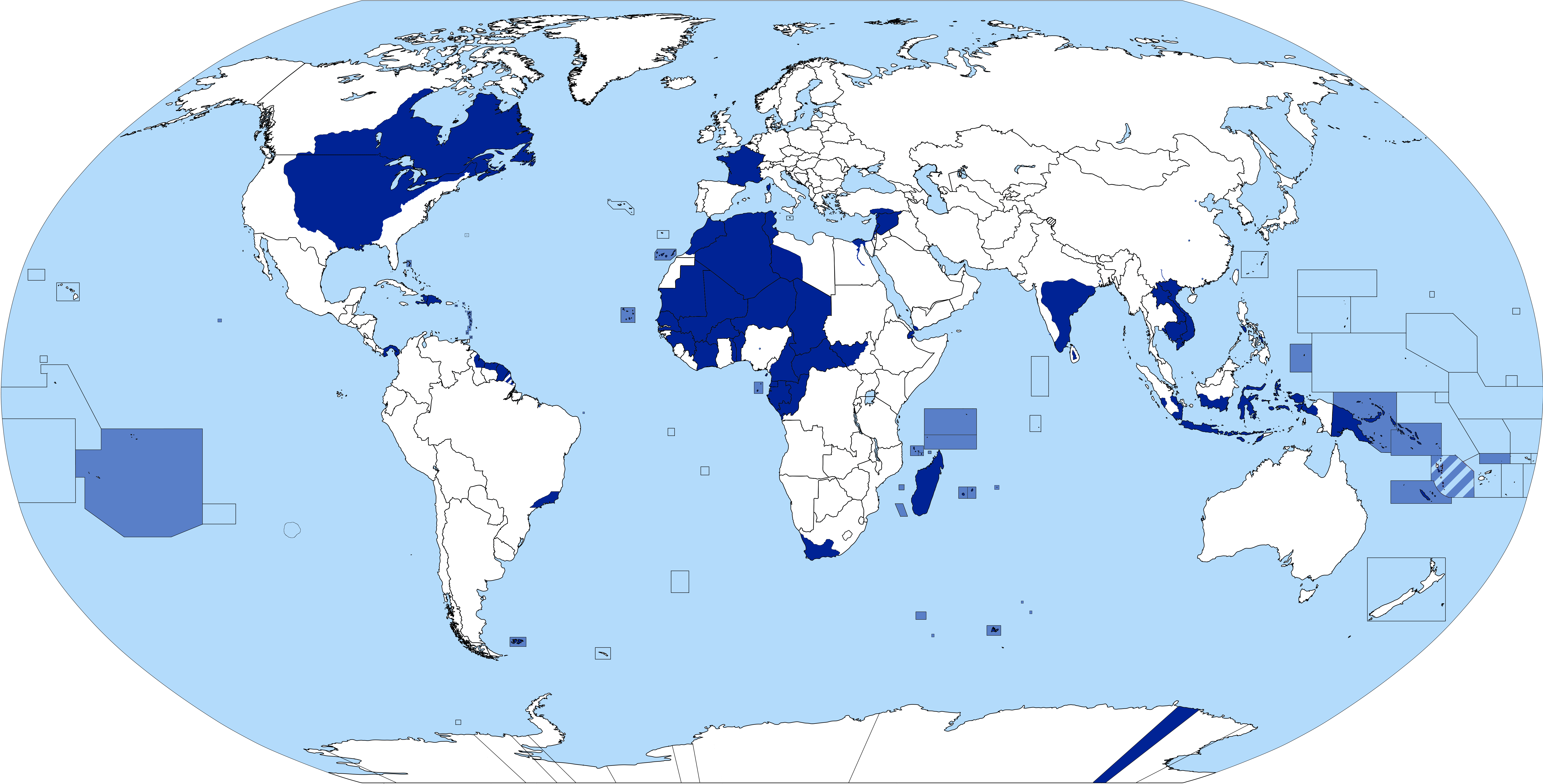
Mapa anacrónimo con el nombre de todas las colonias francesas desde 1534 hasta 1980.

El Imperio colonial francés comenzó a hundirse durante la Segunda Guerra Mundial, cuando las diferentes partes de su imperio fueron ocupadas por potencias extranjeras (Japón en Indochina, el Reino Unido a Siria, Líbano y Madagascar, Estados Unidos y Reino Unido en el Marruecos y Argelia, y Alemania e Italia, en Túnez). Pero, el control fue restablecido gradualmente por Charles de Gaulle. La Unión Francesa, incluida en la Constitución de 1946, sustituyó al antiguo imperio colonial, pero los funcionarios de París mantuvieron el control total. Las colonias recibieron asambleas locales con solo poder y presupuestos locales limitados. Surgió un grupo de élites, conocidas como evolués, que eran nativas de los territorios de ultramar pero vivían en la Francia metropolitana.
Sin embargo, Francia se enfrentó inmediatamente con los inicios del movimiento de descolonización. En Asia, el Viet-Minh de Ho Chi Minh declaró la independencia del Vietnam, a partir de la Guerra franco-vietnamita. En Camerún, la Unión de los Pueblos de la insurrección de Camerún, se inició en 1955 y dirigido por Ruben Um Nyobe, fue violentamente reprimida. 
Cuando esto terminó con la derrota francesa y la retirada del Vietnam en 1954, los franceses casi inmediatamente se involucraron en un nuevo conflicto, e incluso los conflictos más duros en sus antiguas colonias importantes, Argelia. Ferhat Abbas y movimientos Messali Hadj había marcado el periodo entre las dos guerras, pero las dos partes se radicalizaron después de la Segunda Guerra Mundial. En 1945, la masacre de Setif fue llevada a cabo por el ejército francés. La guerra de Argelia se inició en 1954. Argelia fue particularmente problemática para los franceses, debido al gran número de colonos europeos (o pieds-noirs) que se habían establecido allí en los 125 años de dominio francés. La adhesión de Charles de Gaulle al poder en 1958 en medio de la crisis en última instancia condujo a la independencia de Argelia con los Acuerdos de Evian de 1962. El incidente del canal de Suez en el 1956 también se mostraron las limitaciones del poder francés, como su intento de retomar el canal junto con los británicos fue frustrado cuando los Estados Unidos no dieron apoyo al plan. 
La Unión Francesa fue sustituida en la nueva Constitución de 1958 por la Comunidad Francesa. Solo Guinea rechazó por referéndum en tomar parte en la nueva organización colonial. Sin embargo, la Comunidad Francesa se disolvió en medio de la guerra de Argelia, casi todas las colonias africanas se les concedió la independencia en 1960, a raíz de los referendos locales. Algunas pocas colonias optaron por seguir siendo parte de Francia, en virtud de los estatutos de los departamentos de ultramar (territorios). Los críticos del neocolonialismo alegaron que la Francafrica había sustituido el gobierno directo formal. Argumentaron que, aunque de Gaulle dio la concesión de la independencia por un lado, hizo por otra parte la creación de nuevos lazos a través de ayudas, por Jacques Foccart, su consejero para asuntos africanos. Foccart apoyó, en particular, en la guerra civil de Nigeria, durante la década de 1960.

## Los colonos franceses
A diferencia de otros lugares de Europa, Francia experimentó niveles relativamente bajos de la emigración a las Américas, con la excepción de los hugonotes a las colonias británicas y neerlandesas. Sin embargo, la emigración importante de la población católica, principalmente francesa llevó a la liquidación de las provincias de Acadia, Canadá así como colonias en las Indias Occidentales, las islas y África. 
El 31 de diciembre de 1687 una comunidad de hugonotes franceses se establecieron en el sur de África. La mayoría de estos originalmente se establecieron en la Colonia del Cabo, pero desde entonces fueron rápidamente absorbidos por la población. Tras la fundación de la ciudad de Quebec en 1608, se convirtió en la capital de la Nueva Francia. Fomentar la solución era difícil, y mientras que algunos de inmigración se produjo, por 1763 Nueva Francia solo tenía una población de unos 65 000 habitantes. Desde 1713-1787, 30 000 colonos emigraron desde Francia hacia Saint-Domingue. En 1805, cuando los franceses fueron expulsados de Santo Domingo (República Dominicana) 35 000 colonos franceses se refugiaron en Cuba. De los 40 000 habitantes de Guadalupe, a finales del siglo XVIII había más de 26 000 negros y 9 000 blancos. 
La ley francesa hizo más fácil la situación para miles de colonos, étnicos o nacionales francés de las antiguas colonias de África septentrional y occidental, la India e Indochina para emigrar a la Francia continental. Se estima que 20 000 colonos vivían en 1945. 1 600 000 europeos emigraron de Alemania, Argelia, Túnez y Marruecos. En tan solo unos meses en 1962, 900 000 argelinos franceses salieron de Argelia en el desplazamiento más masivo de la población en Europa desde la Segunda Guerra Mundial. En la década de 1970, más de 30 000 colonos franceses dejaron Camboya durante el régimen del Jemer Rojo, ya que el gobierno confiscó sus tierras y propiedades de la tierra. En noviembre de 2004, varios miles de los aproximadamente 14 000 ciudadanos franceses en Costa de Marfil abandonaron el país tras días de violencia.

## Territorios

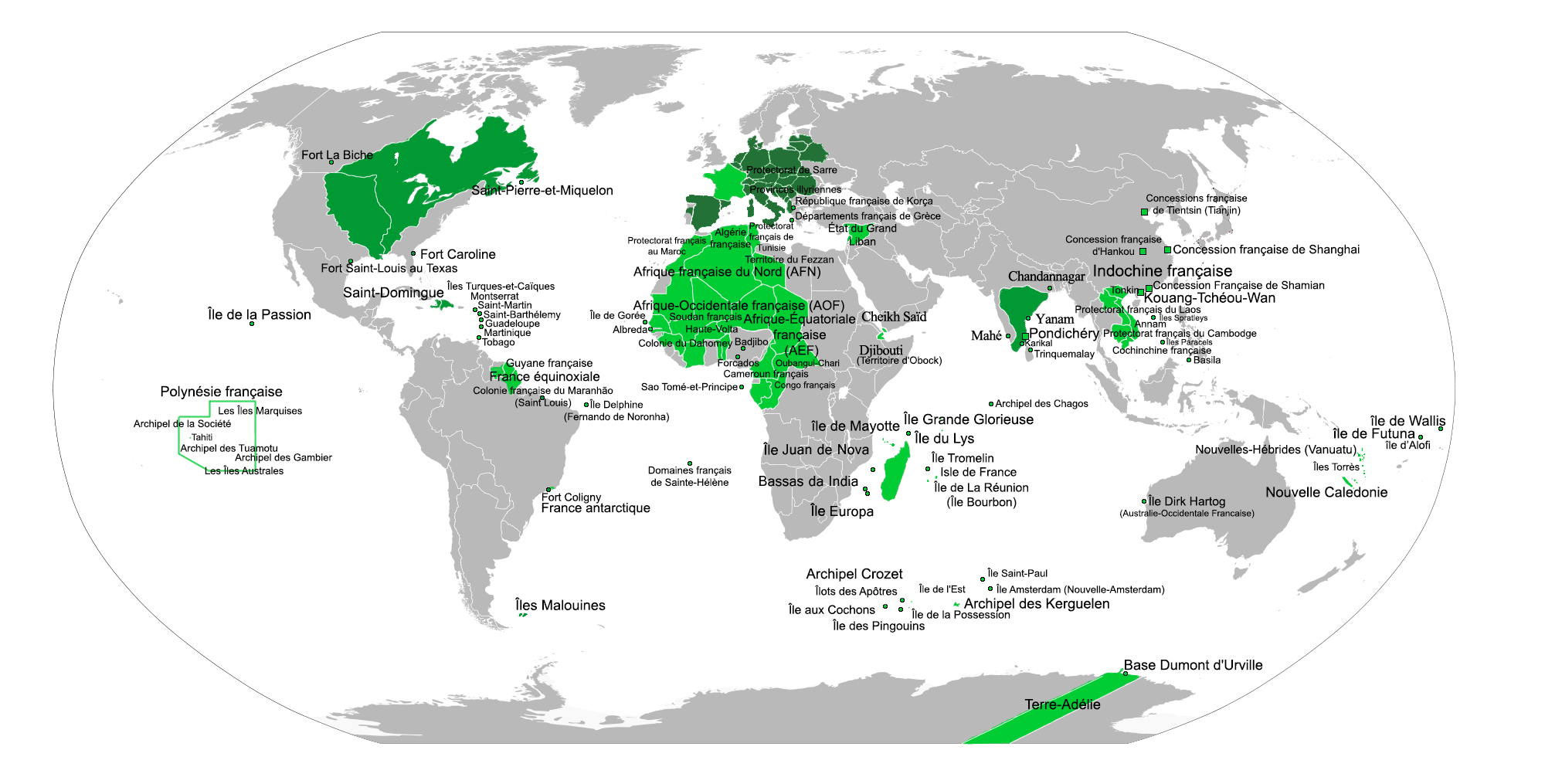
Mapa anacrónimo con el nombre de todas las colonias francesas desde 1534 hasta 1970.

La siguiente es una lista de territorios, colonias y protectorados del Imperio colonial francés dispersos en todos los continentes habitados.

### África
- Argelia francesa
- Protectorado francés de Marruecos
- Protectorado francés de Túnez
- África Occidental Francesa
- Sudán francés (Malí)
- África Ecuatorial Francesa
- Madagascar francés
- Seychelles
- Île de France (Mauricio)
- Comoras
- Mayotte (Territorio de Ultramar Francés)
- Reunión (Territorio de Ultramar Francés)
- Kerguelen (Territorio de Ultramar Francés)
- Isla San Pablo (Territorio de Ultramar Francés)
- Isla Ámsterdam (Territorio de Ultramar Francés)
- Islas Crozet (Territorio de Ultramar Francés)
- Bassas da India (Territorio de Ultramar Francés)
- Isla Europa (Territorio de Ultramar Francés)
- Isla Juan de Nova (Territorio de Ultramar Francés)
- Islas Gloriosas (Territorio de Ultramar Francés)
- Tromelin (Territorio de Ultramar Francés)

### Asia
- Mandato francés de Siria
- Mandato francés del Líbano
- Indochina francesa (ahora es Laos, Camboya y Vietnam)
- Cochinchina francesa (ahora parte de Vietnam)
- Protectorado francés de Tonkín (ahora parte de Vietnam)
- Protectorado francés de Annam (ahora parte de Vietnam)
- Protectorado francés de Camboya
- Protectorado francés de Laos
- Enclaves en China
- Concesiones en Tianjín
- Guangzhouwan (parte de la Indochina francesa)

### El Caribe
- Saint-Domingue (Haití)
- Martinica (Territorio de Ultramar Francés)
- Guadalupe (Territorio de Ultramar Francés)
- San Bartolomé (Territorio de Ultramar Francés)
- San Martín (Territorio de Ultramar Francés)

### América del Sur
- Francia Antártica
- Guayana Francesa (Territorio de Ultramar Francés)

### América del Norte
- Nueva Francia
- Acadia
- Canadá
- Luisiana
- San Pedro y Miquelón (Territorio de Ultramar Francés)
- Isla de Terranova
- Tierra de Rupert
- Florida francesa

### Oceanía
- Nuevas Hébridas (actual Vanuatu)
- Nueva Caledonia (Territorio de Ultramar Francés)
- Polinesia Francesa (Territorio de Ultramar Francés)
- Wallis y Futuna (Territorio de Ultramar Francés)
- Isla Clipperton (Territorio de Ultramar Francés)